# Список игроков ФК «Крылья Советов» Самара
| Футболисты выступавшие за клуб «Крылья Советов» Самара (бывший Куйбышев) с 1942 года. Жирным шрифтом выделены футболисты, сыгравшие более 100 матчей |
| # А Б В Г Д Е Ж З И Й К Л М Н О П Р С Т У Ф Х Ц Ч Ш Щ Э Ю Я                                                                                          |

## А
| Футболист                          | Дата рождения    | Годы                | Страна     | Амплуа       |
| ---------------------------------- | ---------------- | ------------------- | ---------- | ------------ |
| Абдулфаттах, Басель Мансурович     | 6 марта 1990     | 2011                | Россия     | полузащитник |
| Абдульманов, Абдулхак Шакирович    | 26 августа 1939  | 1964—1965           | СССР       | нападающий   |
| Абрамов, Владимир Николаевич       | 21 июня 1949     | 1978—1979           | СССР       | защитник     |
| Авалян, Гарник Арменакович         | 6 сентября 1962  | 1993—1998           | Россия     | нападающий   |
| Аверьянов, Александр Александрович | 23 сентября 1969 | 1994—1998           | Россия     | полузащитник |
| Аганин, Михаил Алексеевич          | 11 марта 1963    | 1980—1982           | СССР       | защитник     |
| Агуреев, Геннадий Иванович         | 10 февраля 1942  | 1965—1969           | СССР       | вратарь      |
| Адамов, Роман Станиславович        | 21 июня 1982     | 2009                | Россия     | нападающий   |
| Аджинджал, Руслан Алексеевич       | 22 июня 1974     | 2008—2010,2014      | Россия     | полузащитник |
| Акбаров, Нияз Ильдусович           | 16 марта 1969    | 1989                | СССР       | полузащитник |
| Алабужев, Валерий Фёдорович        | 20 июня 1942     | 1964                | СССР       | вратарь      |
| Алвеш, Рикарду                     | 25 марта 1993    | 2021                | Португалия | полузащитник |
| Алексанов, Владимир Иванович       | 30 сентября 1947 | 1975—1976           | СССР       | защитник     |
| Алёхин, Валентин Васильевич        | 1 февраля 1944   | 1971—1972           | СССР       | нападающий   |
| Алёшин, Николай Кузьмич            | 22 мая 1915      | 1946—1947           | СССР       | защитник     |
| Алиев, Азер Ильгар оглы            | 12 мая 1994      | 2017—2018           | Россия     | защитник     |
| Алхазов, Александр Николаевич      | 27 мая 1984      | 2010                | Россия     | нападающий   |
| Амисулашвили, Александр Георгиевич | 20 августа 1982  | 2013                | Грузия     | защитник     |
| Ананидзе, Джано Амиранович         | 10 октября 1992  | 2019                | Грузия     | полузащитник |
| Ангбва, Бенуа Кристиан             | 1 января 1982    | 2006—2007,2013      | Камерун    | защитник     |
| Андреев, Анатолий Константинович   | 15 ноября 1950   | 1971—1975           | СССР       | полузащитник |
| Андреев, Сергей Николаевич         | 14 сентября 1970 | 1998                | Узбекистан | нападающий   |
| Анжело                             | 8 января 1975    | 2001                | Бразилия   | нападающий   |
| Анищенко, Андрей Анатольевич       | 16 апреля 1975   | 1995—1996           | Украина    | защитник     |
| Антихович, Виктор Петрович         | 5 апреля 1945    | 1969—1970           | СССР       | нападающий   |
| Антон, Паул                        | 10 мая 1991      | 2018—2020           | Румыния    | полузащитник |
| Анюков, Александр Геннадьевич      | 28 сентября 1982 | 2000—2005,2019—2020 | Россия     | защитник     |
| Аппаев, Хызыр Хакимович            | 27 января 1990   | 2012                | Россия     | нападающий   |
| Арифуллин, Алексей Саярович        | 13 октября 1970  | 2001                | Россия     | защитник     |
| Арутюнян, Аркадий Аветисович       | 20 декабря 1948  | 1976—1980           | СССР       | защитник     |
| Аряпов, Равиль Вельмухаметович     | 1 февраля 1948   | 1967—1978           | СССР       | нападающий   |
| Ахмедов, Рамиз Ахмедович           | 28 сентября 1966 | 1988                | СССР       | вратарь      |
| Ахмеров, Юрий Николаевич           | 25 января 1957   | 1977,1980           | СССР       | нападающий   |
| Ашурматов, Бахтиёр Азамович        | 25 марта 1976    | 2005—2006           | Узбекистан | защитник     |

## Б

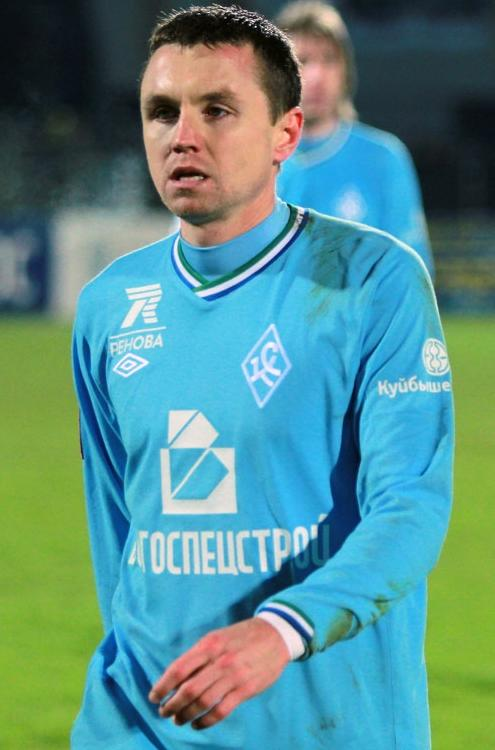
полузащитник Антон Бобёр провел за «Крылья» 274 матча

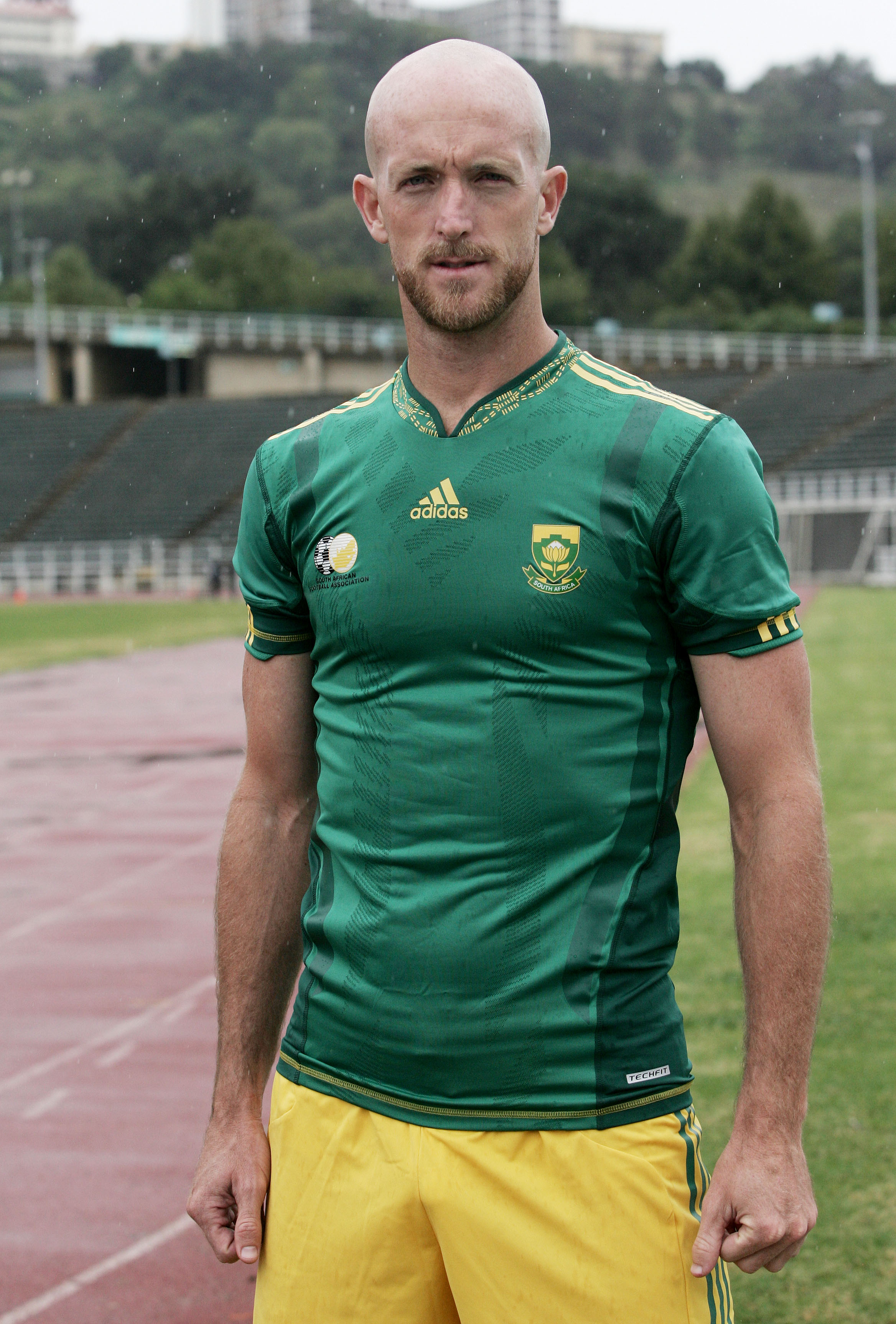
Игрок сборной ЮАР Мэттью Бут, ключевой защитник в 2004—2008

| Футболист                            | Дата рождения    | Годы                 | Страна            | Амплуа       |
| ------------------------------------ | ---------------- | -------------------- | ----------------- | ------------ |
| Баба Адаму                           | 20 октября 1979  | 2005—2006            | Гана              | нападающий   |
| Бабанин, Олег Иванович               | 7 февраля 1947   | 1968—1969            | СССР              | полузащитник |
| Бабанов, Александр Анатольевич       | 9 мая 1958       | 1980—1981, 1983—1987 | СССР              | полузащитник |
| Бавыкин, Юрий Иванович               | 31 марта 1973    | 1998                 | Россия            | полузащитник |
| Багапов, Александр Хамзатович        | 14 июля 1960     | 1979                 | СССР              | полузащитник |
| Баляйкин, Евгений Викторович         | 19 мая 1988      | 2012—2015            | Россия            | полузащитник |
| Балясников, Валерий Фёдорович        | 16 ноября 1943   | 1972                 | СССР              | вратарь      |
| Бараса, Нериус                       | 1 июня 1978      | 2001—2002,2005       | Литва             | защитник     |
| Барач, Матео                         | 20 июля 1994     | 2022—                | Хорватия          | защитник     |
| Баркетов, Александр Николаевич       | 15 декабря 1954  | 1977                 | СССР              | защитник     |
| Бато, Шелдон                         | 29 января 1991   | 2015—2016            | Тринидад и Тобаго | защитник     |
| Башкиров, Евгений Олегович           | 6 июля 1991      | 2016—2018            | Россия            | полузащитник |
| Башкиров, Сергей Геннадьевич         | 11 марта 1959    | 1980—1981            | СССР              | полузащитник |
| Бегич, Сильвие                       | 3 июня 1993      | 2021                 | Хорватия          | защитник     |
| Бежелуков, Валерий Викторович        | 20 марта 1965    | 1983                 | СССР              | нападающий   |
| Безмолвников, Константин Григорьевич | 21 апреля 1935   | 1962                 | СССР              | нападающий   |
| Безруков, Дмитрий Константинович     | 15 марта 1965    | 1981                 | СССР              | полузащитник |
| Бейл, Гленн                          | 13 июля 1995     | 2021—                | Нидерланды        | защитник     |
| Белозёров, Александр Николаевич      | 27 октября 1981  | 2008—2010            | Россия            | защитник     |
| Белоусов, Сергей Викторович          | 10 августа 1956  | 1980                 | СССР              | нападающий   |
| Белоусов, Юрий Николаевич            | 24 января 1922   | 1951—1952            | СССР              | нападающий   |
| Беляков, Владимир Михайлович         | 16 апреля 1944   | 1972                 | СССР              | защитник     |
| Бережной, Сергей Николаевич          | 25 ноября 1956   | 1978                 | СССР              | полузащитник |
| Берючевский, Алексей Алексеевич      | 1 июля 1940      | 1964                 | СССР              | полузащитник |
| Бикмаев, Марат Рифкатович            | 1 января 1986    | 2005                 | Узбекистан        | защитник     |
| Битоков, Тимур Викторович            | 13 марта 1984    | 2007                 | Россия            | защитник     |
| Блинков, Алексей Всеволодович        | 12 сентября 1949 | 1971                 | СССР              | полузащитник |
| Блохин, Анатолий Никифорович         | 11 ноября 1949   | 1969—1978,1980—1982  | СССР              | вратарь      |
| Бобёр, Антон Анатольевич             | 28 сентября 1982 | 2000—2012            | Россия            | полузащитник |
| Бобков, Андрей Александрович         | 8 июля 1962      | 1980                 | СССР              | полузащитник |
| Бобылёв, Геннадий Иванович           | 20 ноября 1941   | 1966—1969            | СССР              | защитник     |
| Бодак, Сергей Степанович             | 9 апреля 1964    | 1991—1992            | Россия            | защитник     |
| Божин, Сергей Витальевич             | 12 сентября 1994 | 2011—2017, 2020—2022 | Россия            | защитник     |
| Бондарев, Михаил Васильевич          | 8 октября 1957   | 1981                 | СССР              | защитник     |
| Бондаренко, Феодосий Иосифович       | 12 апреля 1926   | 1951—1955            | СССР              | вратарь      |
| Борисов, Сергей Леонидович           | 27 марта 1964    | 1990                 | СССР              | полузащитник |
| Бородюк, Александр Генрихович        | 30 ноября 1962   | 2000—2001            | Россия            | защитник     |
| Ботельо, Педру Энрике                | 4 апреля 1987    | 2007                 | Бразилия          | защитник     |
| Бранко, Серж                         | 11 октября 1980  | 2006—2007            | Камерун           | защитник     |
| Браун Форбс, Фелисио                 | 28 августа 1991  | 2013—2014            | Коста-Рика        | защитник     |
| Бреднев, Владимир Алексеевич         | 15 июня 1938     | 1957—1962            | СССР              | полузащитник |
| Бровкин, Виктор Михайлович           | 21 февраля 1933  | 1953—1954            | СССР              | нападающий   |
| Бруно, Джанни                        | 19 августа 1991  | 2016                 | Бельгия           | нападающий   |
| Брыков, Дмитрий Анатольевич          | 3 апреля 1973    | 1989                 | СССР              | полузащитник |
| Будаков, Александр Владимирович      | 10 февраля 1985  | 2009                 | Россия            | вратарь      |
| Буданов, Александр Сергеевич         | 27 апреля 1991   | 2010                 | Россия            | полузащитник |
| Будников, Максим Владимирович        | 31 мая 1983      | 2007                 | Россия            | защитник     |
| Будылин, Сергей Владимирович         | 31 октября 1979  | 2008—2010            | Россия            | полузащитник |
| Булавинцев, Сергей Васильевич        | 18 февраля 1971  | 1989                 | СССР              | полузащитник |
| Булатов, Виктор Геннадьевич          | 22 января 1972   | 1995—1997, 2002—2003 | Россия            | полузащитник |
| Булатов, Сергей Александрович        | 21 марта 1972    | 1997—1998            | Россия            | нападающий   |
| Булашенко, Александр Георгиевич      | 18 ноября 1961   | 1985                 | СССР              | нападающий   |
| Булгаков, Николай Михайлович         | 15 января 1960   | 1993                 | Россия            | защитник     |
| Булыга, Виталий Николаевич           | 12 января 1980   | 2002—2003,2005—2006  | Беларусь          | нападающий   |
| Бурлак, Тарас Александрович          | 22 февраля 1990  | 2015—2016            | Россия            | защитник     |
| Бурмистров, Пётр Петрович            | 26 февраля 1915  | 1945—1948            | СССР              | полузащитник |
| Бут, Мэттью                          | 14 марта 1977    | 2004—2008            | ЮАР               | защитник     |
| Бутывский, Артем Петрович            | 18 февраля 1990  | 2008                 | Россия            | нападающий   |
| Бучин, Сергей Станиславович          | 24 июня 1967     | 1983—1985,1988       | Россия            | нападающий   |
| Буши, Нихад                          | 8 марта 1973     | 1996—1997            | Сирия             | полузащитник |
| Бушманов, Евгений Александрович      | 2 ноября 1971    | 2001—2003            | Россия            | защитник     |
| Быткин, Анатолий Максимович          | 13 февраля 1949  | 1978—1979,1982—1984  | СССР              | защитник     |
| Бэркэуан, Космин                     | 5 августа 1978   | 2005                 | Румыния           | защитник     |

## В
| Футболист                       | Дата рождения    | Годы                | Страна               | Амплуа       |
| ------------------------------- | ---------------- | ------------------- | -------------------- | ------------ |
| Вавилин, Денис Владимирович     | 4 июля 1982      | 2001—2006,2011—2015 | Россия               | вратарь      |
| Вакулич, Николай Александрович  | 5 октября 1949   | 1973                | СССР                 | полузащитник |
| Валиев, Равиль Сабирзянович     | 20 октября 1966  | 1983—1985,1988—1993 | Россия               | нападающий   |
| Вальков, Борис Яковлевич        | 6 сентября 1940  | 1958—1969           | СССР                 | пз,защ       |
| Ванюшкин, Юрий Дмитриевич       | 18 января 1956   | 1980                | СССР                 | полузащитник |
| Ванюшин, Алексей Валентинович   | 3 января 1982    | 2003                | Россия               | полузащитник |
| Васиев, Фарход Саиджонович      | 14 апреля 1990   | 2010                | Таджикистан          | защитник     |
| Васильев, Василий Александрович | 15 мая 1927      | 1950—1955           | СССР                 | нападающий   |
| Васильев, Виктор Александрович  | 23 октября 1928  | 1955                | СССР                 | защитник     |
| Васильев, Дмитрий Вячеславович  | 2 мая 1985       | 2006—2007           | Россия               | нападающий   |
| Васяев, Владимир Германович     | 29 ноября 1957   | 1979                | СССР                 | защитник     |
| Вдовин, Василий Николаевич      | 6 марта 1965     | 1983                | СССР                 | полузащитник |
| Веденеев, Сергей Геннадьевич    | 5 августа 1957   | 1987                | СССР                 | полузащитник |
| Вербовский, Георгий Петрович    | 8 июня 1939      | 1963—1968           | СССР                 | полузащитник |
| Веремко, Сергей Николаевич      | 16 октября 1982  | 2011—2014           | Беларусь             | вратарь      |
| Верховцов, Дмитрий Николаевич   | 10 октября 1986  | 2012—2014           | Беларусь             | защитник     |
| Визнович, Илья Васильевич       | 10 февраля 1998  | 2016—2019           | Россия               | нападающий   |
| Виноградов, Всеволод Алексеевич | 14 февраля 1915  | 1947—1949           | СССР                 | вратарь      |
| Виноградов, Сергей Леонидович   | 17 ноября 1981   | 2001—2006           | Россия               | полузащитник |
| Витковский, Геннадий Петрович   | 3 мая 1958       | 1983—1984,1986—1987 | СССР                 | полузащитник |
| Витюгов, Максим Алексеевич      | 1 февраля 1998   | 2020—               | Россия               | полузащитник |
| Водягин, Алексей Алексеевич     | 10 января 1925   | 1955                | СССР                 | полузащитник |
| Волков, Николай Гаврилович      | 13 июля 1947     | 1968                | СССР                 | защитник     |
| Володин, Михаил Геннадьевич     | 21 сентября 1968 | 1989—1994           | Россия               | вратарь      |
| Воробьёв, Вячеслав Николаевич   | 27 октября 1962  | 1987—1988           | СССР                 | защитник     |
| Воробьёв, Роман Константинович  | 24 марта 1984    | 2011—2014           | Россия               | полузащитник |
| Воронин, Александр Сергеевич    | 5 июня 1947      | 1970                | СССР                 | нападающий   |
| Ворошилов, Виктор Фёдорович     | 15 августа 1926  | 1949—1955           | СССР                 | нападающий   |
| Востриков, Андрей Андреевич     | 10 мая 1957      | 1980—1981           | СССР                 | нападающий   |
| Востриков, Андрей Владимирович  | 6 мая 1984       | 2003                | Россия               | нападающий   |
| Врховац, Александр              | 8 февраля 1972   | 1999—2000           | Босния и Герцеговина | нападающий   |
| Вучичевич, Ваня                 | 22 марта 1998    | 2018—2019           | Сербия               | нападающий   |

## Г
| Футболист                            | Дата рождения    | Годы            | Страна   | Амплуа       |
| ------------------------------------ | ---------------- | --------------- | -------- | ------------ |
| Габулов, Георгий Борисович           | 4 сентября 1988  | 2014—2016       | Россия   | полузащитник |
| Гаврилов, Игорь Григорьевич          | 30 мая 1925      | 1949—1955       | СССР     | защитник     |
| Гаглоев, Фёдор Иванович              | 26 сентября 1966 | 1995            | Россия   | полузащитник |
| Гаджибеков, Али Амрахович            | 6 августа 1989   | 2017—2018       | Россия   | защитник     |
| Гаджиев, Махач Гаджиевич             | 18 октября 1987  | 2005—2007       | Россия   | полузащитник |
| Гайнутдинов, Ильгизар Идрисович      | 27 декабря 1954  | 1978            | СССР     | нападающий   |
| Галкин, Юрий Валентинович            | 22 марта 1960    | 1978,1981       | СССР     | полузащитник |
| Гаушу, Ботелио Рожерио Марсио        | 28 сентября 1979 | 2002—2003       | Бразилия | нападающий   |
| Галлиулов, Азгат Ахметович           | 1 сентября 1959  | 1982—1989       | СССР     | защитник     |
| Гапонов, Илья Сергеевич              | 25 октября 1997  | 2022—           | Россия   | защитник     |
| Гапотий, Роман Валентинович          | 15 февраля 1970  | 1993—1994       | Россия   | полузащитник |
| Гарин, Юрий Александрович            | 9 августа 1958   | 1993            | Россия   | защитник     |
| Гармашов, Александр Борисович        | 8 февраля 1960   | 1986—1987       | СССР     | нападающий   |
| Гаус, Виктор Эйрихович               | 25 ноября 1964   | 1986—1993       | Россия   | вратарь      |
| Гацкан, Александр Михайлович         | 27 марта 1984    | 2019—2021       | Молдова  | полузащитник |
| Гварамадзе, Давид Акакиевич          | 8 ноября 1975    | 1999—2000       | Грузия   | вратарь      |
| Генев, Виктор                        | 27 октября 1988  | 2011            | Болгария | защитник     |
| Георгиевский, Святослав Игоревич     | 21 августа 1995  | 2017—2018       | Россия   | полузащитник |
| Герасимов, Александр Викторович      | 12 ноября 1969   | 1999            | Россия   | нападающий   |
| Герасимов, Борис Сергеевич           | 5 мая 1913       | 1945            | СССР     | полузащитник |
| Герасимов, Владимир Владимирович     | 22 марта 1975    | 2000            | Россия   | полузащитник |
| Герасимов, Станислав Юрьевич         | 20 июня 1971     | 1989            | СССР     | полузащитник |
| Гетиков, Юрий Алексеевич             | 19 июня 1971     | 1998            | Россия   | полузащитник |
| Гецко, Евгений Федорович             | 6 апреля 1943    | 1963—1967,1970  | Россия   | полузащитник |
| Гильманов, Раис Анварович            | 17 декабря 1957  | 1979,1987       | СССР     | нападающий   |
| Гирсон, Арон Исакович                | 14 апреля 1938   | 1958            | СССР     | нападающий   |
| Глеб, Александр Павлович             | 1 мая 1981       | 2012            | Беларусь | полузащитник |
| Глушенков, Максим Александрович      | 28 июля 1999     | 2020, 2021—2022 | Россия   | нападающий   |
| Годзюр, Ярослав Михайлович           | 6 марта 1985     | 2006—2007       | Украина  | вратарь      |
| Голенков, Егор Дмитриевич            | 7 июля 1999      | 2016—2021       | Россия   | нападающий   |
| Голобородько, Александр Владимирович | 21 мая 1966      | 1984            | СССР     | защитник     |
| Головкин, Александр Ильич            | 23 декабря 1913  | 1945—1949       | СССР     | вратарь      |
| Голощапов, Виктор Иванович           | 25 января 1939   | 1962            | СССР     | защитник     |
| Голубев, Дмитрий Вадимович           | 1 марта 1992     | 2012            | Россия   | защитник     |
| Голышев, Павел Сергеевич             | 7 июля 1987      | 2017            | Россия   | полузащитник |
| Горбатенко, Игорь Николаевич         | 13 февраля 1989  | 2015            | Россия   | полузащитник |
| Гордеев, Валерий Александрович       | 1 января 1938    | 1959            | СССР     | нападающий   |
| Горкушенко, Михаил Евдокимович       | 27 декабря 1937  | 1963—1965       | СССР     | защитник     |
| Горностаев, Григорий Гаврилович      | 8 августа 1929   | 1951—1954       | СССР     | полузащитник |
| Горо, Режиналь                       | 31 декабря 1987  | 2013—2014       | Гаити    | защитник     |
| Горшков, Игорь Васильевич            | 19 ноября 1921   | 1942—1943,1949  | СССР     | нападающий   |
| Горшков, Николай Кузьмич             | 20 декабря 1939  | 1966—1968       | СССР     | нападающий   |
| Горшков, Юрий Александрович          | 13 марта 1999    | 2020—           | Россия   | защитник     |
| Гоцук, Кирилл Вадимович              | 10 сентября 1992 | 2017—2020       | Россия   | защитник     |
| Гречишников, Геннадий Константинович | 19 апреля 1939   | 1960            | СССР     | нападающий   |
| Грибов, Сергей Михайлович            | 17 мая 1969      | 1989—1997       | Россия   | защитник     |
| Григалава, Гиа Александрович         | 5 августа 1989   | 2013            | Россия   | защитник     |
| Григорян, Роман Багдасарович         | 14 сентября 1982 | 2011—2013       | Россия   | полузащитник |
| Гриднев, Даниил Анатольевич          | 2 февраля 1986   | 2010            | Россия   | полузащитник |
| Гриценко, Валерий Николаевич         | 13 февраля 1960  | 1987            | СССР     | защитник     |
| Гришин, Владимир Петрович            | 1 ноября 1937    | 1960—1965       | СССР     | защитник     |
| Грязин, Александр Александрович      | 23 августа 1974  | 1995            | Россия   | полузащитник |
| Губа, Валерий Иванович               | 25 апреля 1957   | 1989            | СССР     | нападающий   |
| Гузенко, Андрей Леонидович           | 19 февраля 1973  | 1998            | Украина  | полузащитник |
| Гузик, Леонид Алексеевич             | 21 февраля 1933  | 1954—1959       | СССР     | нападающий   |
| Гулевский, Александр Петрович        | 18 марта 1928    | 1948—1953,1955  | СССР     | нападающий   |
| Гусин, Андрей Леонидович             | 11 декабря 1972  | 2005—2007       | Украина  | полузащитник |
| Гынсарь, Раду                        | 10 декабря 1991  | 2019—2020       | Молдова  | полузащитник |

## Д
| Футболист                        | Дата рождения   | Годы      | Страна               | Амплуа       |
| -------------------------------- | --------------- | --------- | -------------------- | ------------ |
| Давыдов, Анатолий Викторович     | 13 ноября 1953  | 1989      | СССР                 | защитник     |
| Давыдов, Андрей Геннадьевич      | 4 сентября 1966 | 1989      | СССР                 | защитник     |
| Даев, Вячеслав Евгеньевич        | 6 сентября 1972 | 1995      | Россия               | защитник     |
| Данилов, Эдуард Иванович         | 1 января 1930   | 1959      | СССР                 | нападающий   |
| Дейнекин, Вячеслав Гаврилович    | 3 июля 1933     | 1958—1960 | СССР                 | нападающий   |
| Делов, Олег Леонидович           | 25 мая 1963     | 1993—1995 | Россия               | полузащитник |
| Делькин, Артём Валерьевич        | 2 августа 1990  | 2012—2015 | Россия               | нападающий   |
| Деменко, Максим Владимирович     | 21 марта 1976   | 1998      | Россия               | полузащитник |
| Дементьев, Сергей Васильевич     | 6 мая 1960      | 1980      | СССР                 | защитник     |
| Денисов, Виталий Геннадьевич     | 23 февраля 1987 | 2018—2019 | Узбекистан           | защитник     |
| Джорджевич, Ненад                | 7 августа 1979  | 2010—2011 | Сербия               | защитник     |
| Дзнеладзе, Георгий Александрович | 30 августа 1968 | 1992—1993 | Россия               | защитник     |
| Дзюба Валерий Григорьевич        | 6 августа 1952  | 1975      | СССР                 | полузащитник |
| Ди Кьяра, Джозеф                 | 30 января 1992  | 2011—2012 | Канада               | полузащитник |
| Доронин, Кирилл Алексеевич       | 25 марта 1938   | 1957—1958 | СССР                 | нападающий   |
| Доронченко, Сергей Викторович    | 26 ноября 1966  | 1986—1987 | СССР                 | полузащитник |
| Дохоян, Карен Агасиевич          | 6 октября 1976  | 2000—2006 | Армения              | защитник     |
| Драгун, Станислав Эдуардович     | 4 июня 1988     | 2013—2015 | Беларусь             | полузащитник |
| Дрмич, Горан                     | 4 января 1988   | 2010      | Босния и Герцеговина | защитник     |
| Дудко, Владимир Савельевич       | 8 января 1946   | 1971—1973 | СССР                 | полузащитник |
| Дусманов, Евгений Иванович       | 22 ноября 1937  | 1956—1957 | СССР                 | вратарь      |
| Дьяков, Иван Григорьевич         | 9 ноября 1924   | 1945—1947 | СССР                 | нападающий   |

## Е
| Футболист                       | Дата рождения    | Годы           | Страна   | Амплуа       |
| ------------------------------- | ---------------- | -------------- | -------- | ------------ |
| Евдокимов, Роберт Геннадьевич   | 27 февраля 1970  | 1999           | Россия   | полузащитник |
| Евлампьев, Юрий Нилович         | 19 июня 1966     | 1994           | Россия   | полузащитник |
| Евстигнеев, Михаил Валерьевич   | 25 февраля 1978  | 1995           | Россия   | защитник     |
| Евсюков, Владимир Николаевич    | 30 ноября 1953   | 1979           | СССР     | полузащитник |
| Ежов, Роман Владимирович        | 2 сентября 1997  | 2020—          | Россия   | полузащитник |
| Елисеев, Александр Владимирович | 15 ноября 1991   | 2011—2015      | Россия   | полузащитник |
| Елисеев, Юрий Константинович    | 26 сентября 1949 | 1978—1979      | СССР     | нападающий   |
| Елич, Драган                    | 27 февраля 1986  | 2010           | Словения | нападающий   |
| Емельянов, Дмитрий Владимирович | 9 февраля 1972   | 1989—1990      | СССР     | нападающий   |
| Епуряну, Александр Иванович     | 27 сентября 1986 | 2012           | Россия   | защитник     |
| Еремеев, Алексей Аркадьевич     | 10 декабря 1962  | 1980,1988—1991 | СССР     | защитник     |
| Ермолаев, Андрей Филиппович     | 27 июня 1973     | 1989           | СССР     | полузащитник |
| Есин, Николай Филиппович        | 5 апреля 1930    | 1957           | СССР     | полузащитник |
| Ефремов, Дмитрий Владиславович  | 1 апреля 1995    | 2021           | Россия   | полузащитник |

## Ж
| Футболист                      | Дата рождения   | Годы                | Страна   | Амплуа       |
| ------------------------------ | --------------- | ------------------- | -------- | ------------ |
| Жезлов, Владимир Михайлович    | 12 марта 1927   | 1945,1948—1951      | СССР     | полузащитник |
| Жидков, Александр Валентинович | 9 апреля 1966   | 1994—1995           | Россия   | полузащитник |
| Жозеф-Ренет, Стив              | 2 декабря 1983  | 2011—2013           | Франция  | защитник     |
| Жоржиньо, Родриге              | 1 октября 1975  | 1999                | Бразилия | нападающий   |
| Жуков, Анатолий Петрович       | 19 августа 1943 | 1964—1968           | СССР     | нападающий   |
| Жупиков, Василий Михайлович    | 16 января 1954  | 1975—1976,1989—1993 | Россия   | защитник     |

## З
| Футболист                      | Дата рождения   | Годы      | Страна | Амплуа       |
| ------------------------------ | --------------- | --------- | ------ | ------------ |
| Забияко Александр Анатольевич  | 4 сентября 1955 | 1975      | СССР   | вратарь      |
| Завьялов Николай Васильевич    | 14 февраля 1949 | 1972      | СССР   | защитник     |
| Зайцев, Вячеслав               | 28 января 1969  | 1987      | СССР   | полузащитник |
| Зайцев, Николай Захарович      | 9 мая 1921      | 1946—1954 | СССР   | нападающий   |
| Замятин, Владимир Петрович     | 11 августа 1927 | 1950      | СССР   | нападающий   |
| Запрягаев, Борис Леонидович    | 28 февраля 1922 | 1953      | СССР   | нападающий   |
| Засеев, Азамат Вячеславович    | 29 апреля 1988  | 2007      | Россия | защитник     |
| Захаров, Игорь Николаевич      | 8 июня 1966     | 1994—1995 | Россия | защитник     |
| Зеффан, Мехди                  | 19 мая 1992     | 2020—2021 | Алжир  | защитник     |
| Зинков, Вячеслав Сергеевич     | 26 мая 1993     | 2016—2018 | Россия | полузащитник |
| Зинченко, Александр Сергеевич  | 7 февраля 1951  | 1970      | СССР   | нападающий   |
| Зиньковский, Антон Алексеевич  | 14 апреля 1996  | 2019—2022 | Россия | полузащитник |
| Золотарёв, Владимир Ефимович   | 19 марта 1920   | 1948—1950 | СССР   | нападающий   |
| Золотовский, Сергей Михайлович | 13 марта 1953   | 1980      | СССР   | нападающий   |
| Зотов, Георгий Андреевич       | 12 января 1990  | 2017—2020 | Россия | защитник     |
| Зуев, Александр Дмитриевич     | 26 июня 1996    | 2017      | СССР   | полузащитник |
| Зуев, Иван Павлович            | 8 августа 1946  | 1968—1971 | СССР   | полузащитник |
| Зыков, Олег Алексеевич         | 17 августа 1970 | 1992      | Россия | нападающий   |

## И
| Футболист                        | Дата рождения    | Годы      | Страна  | Амплуа       |
| -------------------------------- | ---------------- | --------- | ------- | ------------ |
| Иванисеня, Дмитрий Александрович | 11 января 1994   | 2021—     | Украина | полузащитник |
| Иванов, Валерий Иванович         | 30 марта 1941    | 1967,1969 | СССР    | полузащитник |
| Иванов, Дмитрий Алексеевич       | 17 сентября 1970 | 1990—1992 | Россия  | нападающий   |
| Иванов, Евгений Юрьевич          | 24 августа 1979  | 1999—2000 | Россия  | полузащитник |
| Иванов, Олег Александрович       | 4 августа 1986   | 2008—2010 | Россия  | полузащитник |
| Иванов, Станислав Вячеславович   | 7 октября 1980   | 2009      | Россия  | полузащитник |
| Иванушкин Александр Николаевич   | 23 января 1972   | 1989      | СССР    | защитник     |
| Игнатьев, Владислав Вячеславович | 20 января 1987   | 2009      | Россия  | полузащитник |
| Игнатьев, Сергей Борисович       | 4 декабря 1966   | 1984      | СССР    | нападающий   |
| Игнашевич, Сергей Николаевич     | 14 июля 1979     | 1999—2000 | Россия  | защитник     |
| Иналишвили, Гела Ираклиевич      | 3 октября 1966   | 1997      | Грузия  | нападающий   |
| Ионов, Александр Иванович        | 1 декабря 1935   | 1957      | СССР    | нападающий   |

## Й
| Футболист      | Дата рождения  | Годы         | Страна | Амплуа   |
| -------------- | -------------- | ------------ | ------ | -------- |
| Йокшас, Андрюс | 12 января 1979 | 29 июля 2000 | Литва  | защитник |

## К

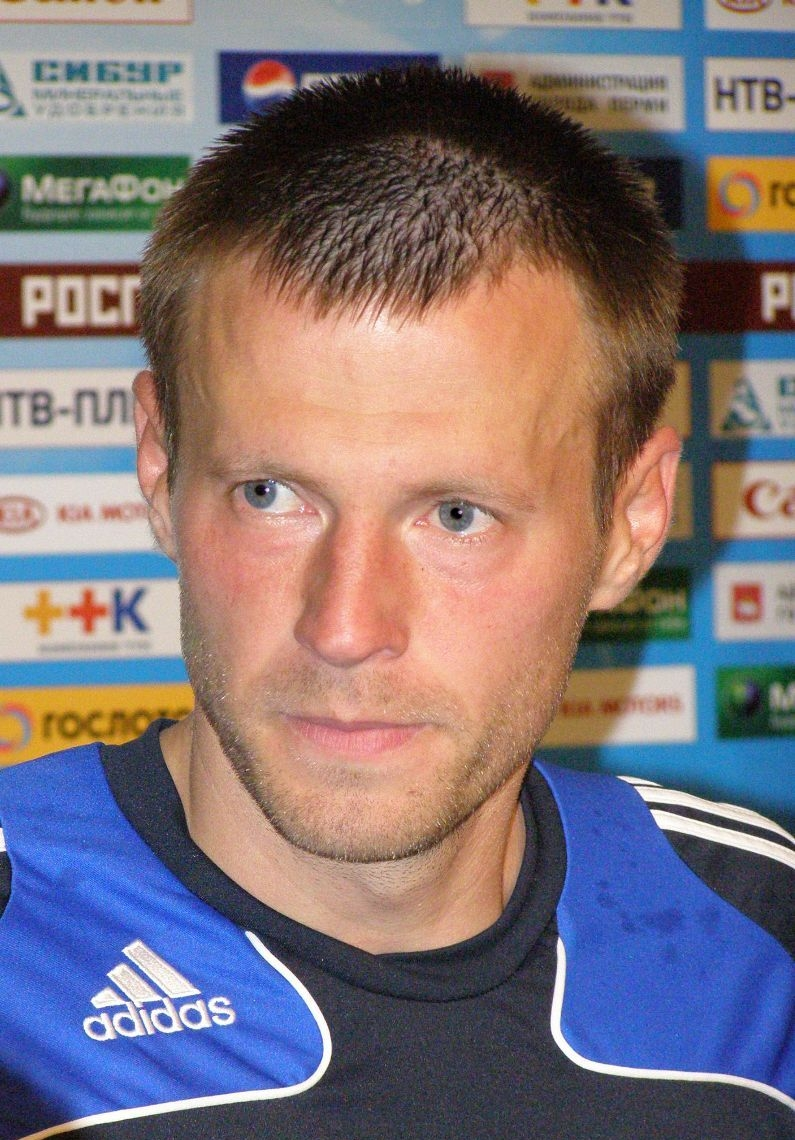
Андрей Каряка — лучший бомбардир «Крыльев» 2000—2005

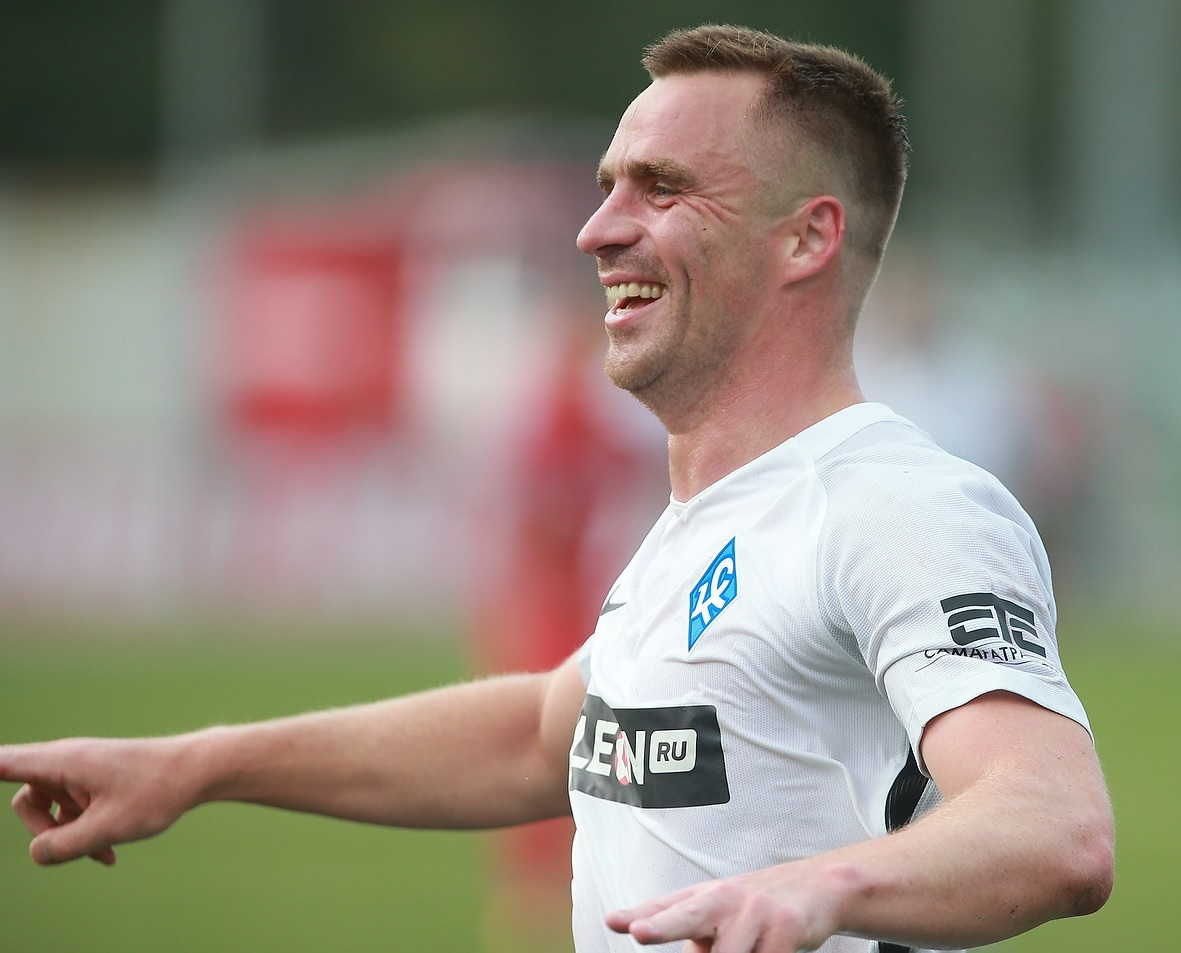
Сергей Корниленко — лучший бомбардир «Крыльев» 2011—2019, также на данный момент лучший бомбардир команды в российской истории

| Футболист                            | Дата рождения    | Годы                     | Страна              | Амплуа       |
| ------------------------------------ | ---------------- | ------------------------ | ------------------- | ------------ |
| Кабальеро, Луис                      | 22 апреля 1990   | 2012—2014                | Парагвай            | нападающий   |
| Кабутов, Дмитрий Алиевич             | 26 марта 1992    | 2019—2021                | Россия              | полузащитник |
| Кадыров, Владимир Ганиятулович       | 1 января 1946    | 1966—1968                | СССР                | нападающий   |
| Казаков, Анатолий Фёдорович          | 30 сентября 1937 | 1959—1963,1965—1967      | СССР                | нападающий   |
| Казаков, Борис Александрович         | 6 ноября 1940    | 1960—1963,1967—1971      | СССР                | нападающий   |
| Кайнов, Константин Николаевич        | 2 мая 1977       | 1999—2000                | Россия              | полузащитник |
| Калашников, Юрий Дмитриевич          | 23 февраля 1947  | 1972                     | СССР                | нападающий   |
| Калачёв, Тимофей Сергеевич           | 1 мая 1981       | 2008—2009                | Беларусь            | полузащитник |
| Калешин, Евгений Игоревич            | 20 июня 1978     | 2007—2008                | Россия              | полузащитник |
| Каменев, Анатолий Серафимович        | 20 мая 1936      | 1955—1958                | СССР                | нападающий   |
| Каменев, Владимир Серафимович        | 3 февраля 1932   | 1956—1957                | СССР                | нападающий   |
| Кантемиров, Теймураз Заурбекович     | 21 ноября 1963   | 1987                     | СССР                | защитник     |
| Канунников, Максим Сергеевич         | 14 июля 1991     | 2018—2022                | Россия              | нападающий   |
| Канчельскис, Андрей Антанасович      | 23 января 1969   | 2006                     | Россия              | полузащитник |
| Капаев, Виктор Кириллович            | 1 января 1952    | 1975—1977,1979           | СССР                | защитник     |
| Капсин, Юрий Александрович           | 18 марта 1940    | 1962—1968                | СССР                | защитник     |
| Карасев, Николай Петрович            | 16 мая 1937      | 1957—1963                | СССР                | вратарь      |
| Карпов, Виктор Иванович              | 4 марта 1927     | 1947—1959                | СССР                | полузащитник |
| Карпов, Максим Олегович              | 17 марта 1995    | 2019—2021                | Россия              | защитник     |
| Каряка, Андрей Константинович        | 1 апреля 1978    | 2000—2005                | Россия              | полузащитник |
| Касымов, Мирджалол Кушакович         | 17 сентября 1970 | 2000—2001                | Узбекистан          | полузащитник |
| Катанья                              | 6 марта 1972     | 2004                     | Испания             | нападающий   |
| Катровский, Петр Васильевич          | 24 июня 1922     | 1948—1949                | СССР                | нападающий   |
| Кахиани, Геннадий Автандилович       | 15 октября 1957  | 1986—1987                | СССР                | вратарь      |
| Квасников, Александр Иванович        | 23 ноября 1912   | 1942                     | СССР                | вратарь      |
| Кертанов, Константин Эльбрусович     | 22 июля 1995     | 2012                     | Россия              | полузащитник |
| Кикин, Анатолий Михайлович           | 3 ноября 1940    | 1962—1968                | СССР                | нападающий   |
| Кингстон, Ларри                      | 7 ноября 1980    | 2004—2005                | Гана                | полузащитник |
| Кинтеро, Карлос Дарвин               | 19 сентября 1987 | 2007—2008                | Колумбия            | нападающий   |
| Киреев, Владимир Анатольевич         | 2 августа 1958   | 1985                     | СССР                | полузащитник |
| Кириллов, Юрий Вячеславович          | 19 января 1990   | 2011                     | Россия              | полузащитник |
| Кирш, Виктор Владимирович            | 1 сентября 1933  | 1953—1960                | СССР                | полузащитник |
| Кирюхин, Александр Григорьевич       | 1 октября 1974   | 2000                     | Украина             | защитник     |
| Киселёв, Геннадий Романович          | 3 января 1999    | 2016—2021                | Россия              | полузащитник |
| Клёнкин, Данил Константинович        | 14 июля 1990     | 2017—2018                | Россия              | полузащитник |
| Князев, Николай Алексеевич           | 2 октября 1955   | 1985                     | СССР                | вратарь      |
| Кобзев, Владимир Васильевич          | 29 ноября 1959   | 1979                     | СССР                | нападающий   |
| Кобзев, Вячеслав Сергеевич           | 9 декабря 1963   | 1982—1984                | СССР                | защитник     |
| Кобыльсков, Геннадий Павлович        | 28 августа 1945  | 1970—1973                | СССР                | защитник     |
| Коваленко, Александр Игоревич        | 8 августа 2003   | 2022—                    | Россия              | полузащитник |
| Ковалёв, Валерий Петрович            | 9 апреля 1950    | 1970                     | СССР                | защитник     |
| Ковба, Денис Юрьевич                 | 6 сентября 1979  | 2000—2011                | Беларусь            | полузащитник |
| Кожухов, Виктор Иванович             | 1 марта 1939     | 1959—1960                | СССР                | нападающий   |
| Козенков, Рудольф Константинович     | 22 марта 1936    | 1959—1960                | СССР                | защитник     |
| Коллер, Ян                           | 30 марта 1973    | 2008—2009                | Чехия               | нападающий   |
| Колодин, Денис Алексеевич            | 11 января 1982   | 2004—2005                | Россия              | защитник     |
| Кольцов, Николай Михайлович          | 12 мая 1936      | 1957—1960                | СССР                | защитник     |
| Комбаров, Дмитрий Владимирович       | 22 января 1987   | 2019—2021                | Россия              | защитник     |
| Коновалов, Андрей Степанович         | 13 сентября 1974 | 1999—2001                | Россия              | полузащитник |
| Концедалов, Алексей Игоревич         | 24 июля 1990     | 2010—2016                | Россия              | защитник     |
| Конюхов, Евгений Анатольевич         | 21 ноября 1986   | 2014—2020                | Россия              | вратарь      |
| Коплус, Владимир Владимирович        | 24 октября 1932  | 1955                     | СССР                | защитник     |
| Копылов, Андрей Анатольевич          | 6 июня 1966      | 1983                     | СССР                | нападающий   |
| Кораблёв, Валерий Алексеевич         | 15 января 1949   | 1970—1971,1974           | СССР                | защитник     |
| Корнеев, Валерий Владимирович        | 12 марта 1962    | 1992                     | Россия              | нападающий   |
| Корниленко, Сергей Александрович     | 14 июня 1983     | 2011—2016                | Беларусь            | нападающий   |
| Корнилов, Владимир Трофимович        | 5 ноября 1923    | 1949—1955                | СССР                | вратарь      |
| Королёв, Александр Петрович          | 15 декабря 1953  | 1979                     | СССР                | нападающий   |
| Королёв, Владимир Николаевич         | 11 июля 1964     | 1982—1984,1986,1988—1991 | СССР                | нападающий   |
| Короман, Огнен                       | 19 сентября 1978 | 2003—2005,2011           | Сербия и Черногория | полузащитник |
| Коротких, Юрий Павлович              | 23 ноября 1939   | 1963                     | СССР                | вратарь      |
| Коротков, Анатолий Николаевич        | 1923             | 1946                     | СССР                | нападающий   |
| Коротков, Михаил Олегович            | 29 марта 1984    | 2005                     | Россия              | защитник     |
| Корсунов, Владимир Григорьевич       | 26 января 1944   | 1967—1970                | СССР                | полузащитник |
| Корчагин, Сергей Викторович          | 28 июля 1975     | 1995—1998                | Россия              | полузащитник |
| Костанца, Фернандо                   | 28 ноября 1998   | 2022—                    | Италия              | защитник     |
| Костяев, Дмитрий Александрович       | 13 декабря 1989  | 2009—2010                | Россия              | защитник     |
| Котляров, Юрий Васильевич            | 14 января 1948   | 1967—1968,1970           | СССР                | вратарь      |
| Кох, Борис Геннадьевич               | 7 января 1942    | 1962—1965                | СССР                | полузащитник |
| Кочергин, Анатолий Александрович     | 14 января 1963   | 1980—1987                | СССР                | нападающий   |
| Кошелев, Василий Илларионович        | 12 февраля 1972  | 1999                     | Молдова             | вратарь      |
| Краев, Сергей Гаврилович             | 13 сентября 1946 | 1972—1973,1975—1976      | СССР                | нападающий   |
| Краковецкий, Игорь Иванович          | 22 января 1948   | 1968—1969                | СССР                | нападающий   |
| Краснов, Владимир Ильич              | 27 ноября 1946   | 1976                     | СССР                | защитник     |
| Крыжевский, Константин Станиславович | 20 февраля 1926  | 1946—1947                | СССР                | защитник     |
| Кудряшов, Дмитрий Александрович      | 13 мая 1983      | 2003—2005                | Россия              | полузащитник |
| Кузин, Алексей Александрович         | 15 августа 1931  | 1954—1955                | СССР                | защитник     |
| Кузнецов, Владимир Александрович     | 22 октября 1953  | 1976—1981                | СССР                | нападающий   |
| Кузнецов, Сергей Алексеевич          | 12 мая 1966      | 1994                     | Россия              | защитник     |
| Кузнецов, Сергей Геннадьевич         | 7 мая 1986       | 2007,2010—2011           | Россия              | полузащитник |
| Кузнецов, Станислав Павлович         | 6 мая 1937       | 1956—1957                | СССР                | защитник     |
| Кузьмин, Сергей Владимирович         | 30 января 1955   | 1979—1980,1985           | СССР                | полузащитник |
| Кузьмичёв, Виктор Игоревич           | 19 марта 1992    | 2013                     | Россия              | полузащитник |
| Кукин, Виктор Иванович               | 1 мая 1960       | 1979                     | СССР                | защитник     |
| Кулик, Владислав Михайлович          | 27 февраля 1985  | 2009,2018                | Россия              | полузащитник |
| Куличенко, Сергей Валерьевич         | 3 февраля 1978   | 1999                     | Россия              | нападающий   |
| Куличенков, Николай Николаевич       | 13 сентября 1950 | 1976                     | СССР                | полузащитник |
| Кульбякин, Николай Ильич             | 10 февраля 1947  | 1972—1974                | СССР                | защитник     |
| Кульков, Василий Сергеевич           | 11 июня 1966     | 1999                     | Россия              | полузащитник |
| Куприянов, Александр Иванович        | 23 июля 1952     | 1970—1980                | СССР                | нап, защ     |
| Курлеев, Олег Владимирович           | 20 августа 1969  | 1986                     | СССР                | нападающий   |
| Курунов, Владимир Валентинович       | 30 ноября 1971   | 1989                     | СССР                | защитник     |

## Л

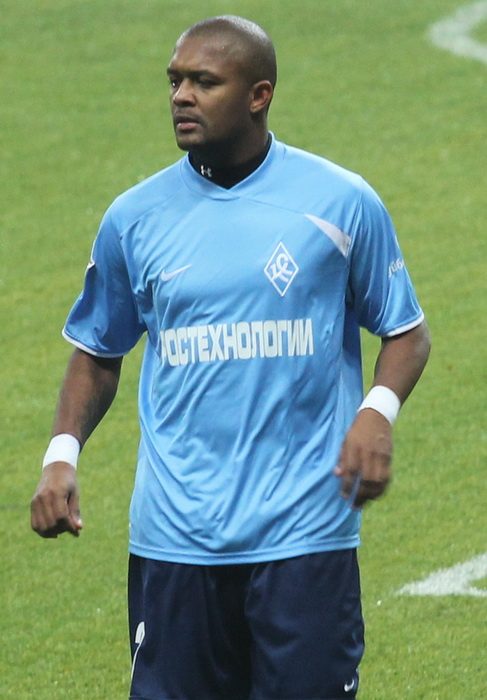
Бразильский легионер Леилтон в 2003—2010 сыграл за «Крылья Советов» 132 матча

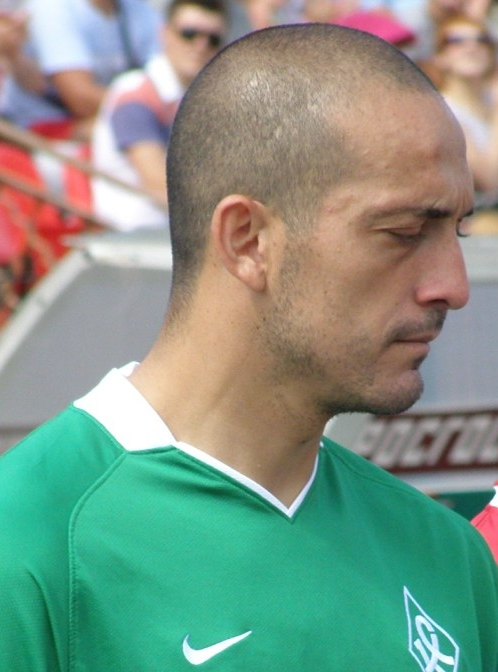
Чилийский вратарь Эдуардо Лобос отыграл в воротах Крыльев 129 матчей в 2005—2010

| Футболист                          | Дата рождения   | Годы                | Страна     | Амплуа       |
| ---------------------------------- | --------------- | ------------------- | ---------- | ------------ |
| Лавренцов, Александр Сергеевич     | 15 декабря 1972 | 2000—2002           | Украина    | вратарь      |
| Ланин, Олег Олегович               | 22 января 1996  | 2017—2018           | Россия     | полузащитник |
| Лахиялов, Шамиль Гаджиалиевич      | 28 октября 1979 | 2013                | Россия     | нападающий   |
| Лонгевка, Кшиштоф                  | 23 января 1983  | 2006—2008           | Польша     | защитник     |
| Лагутенко, Игорь Алексеевич        | 10 ноября 1961  | 1981—1987,1989      | СССР       | защитник     |
| Лагутко, Сергей Марьянович         | 23 мая 1970     | 1996                | Беларусь   | нападающий   |
| Лазарев, Валерий Александрович     | 18 ноября 1951  | 1981                | СССР       | защитник     |
| Лакич, Огниен                      | 1 февраля 1978  | 2000—2001           | Югославия  | нападающий   |
| Лапшин, Сергей Иванович            | 17 октября 1974 | 1998                | Россия     | полузащитник |
| Ларионов, Александр Константинович | 1 августа 1952  | 1972—1973           | СССР       | полузащитник |
| Латышев, Николай Гаврилович        | 21 ноября 1913  | 1942                | СССР       | защитник     |
| Лахиялов, Шамиль Гаджиалиевич      | 28 октября 1979 | 2013                | Россия     | нападающий   |
| Левинский, Александр Петрович      | 15 марта 1954   | 1977,1980           | СССР       | защитник     |
| Леилтон Силва дос Сантос           | 7 марта 1982    | 2003—2010           | Бразилия   | защитник     |
| Леонов, Артём Петрович             | 28 июня 1994    | 2017—2018           | Россия     | вратарь      |
| Леонов, Борис Михайлович           | 22 января 1948  | 1972—1973           | СССР       | нападающий   |
| Леонов, Владимир Викторович        | 21 января 1968  | 1986                | СССР       | защитник     |
| Лепешев, Александр Алексеевич      | 15 июня 1951    | 1971                | СССР       | защитник     |
| Лильо, Густаво                     | 8 августа 1973  | 2002—2003           | Аргентина  | защитник     |
| Липатов, Виктор Владимирович       | 11 февраля 1940 | 1961—1963           | СССР       | пз, нап      |
| Лисенчук, Геннадий Анатольевич     | 18 декабря 1947 | 1978—1979           | СССР       | вратарь      |
| Лифар, Николай Степанович          | 8 декабря 1951  | 1977                | СССР       | полузащитник |
| Лобанцев, Мирослав Александрович   | 27 мая 1995     | 2016                | Россия     | вратарь      |
| Лобачев, Дмитрий Анатольевич       | 28 февраля 1962 | 1980                | СССР       | полузащитник |
| Лобов, Павел Викторович            | 18 января 1922  | 1942—1945           | СССР       | вратарь      |
| Лобос, Эдуардо                     | 30 июля 1981    | 2005—2010           | Чили       | вратарь      |
| Ловчев, Евгений Серафимович        | 29 января 1949  | 1980                | СССР       | защитник     |
| Логинов, Борис Алексеевич          | 10 июля 1953    | 1976—1980           | СССР       | вратарь      |
| Ломаев, Иван Дмитриевич            | 21 января 1999  | 2020—               | Россия     | вратарь      |
| Лория, Георгий                     | 27 января 1986  | 2015—2018           | Грузия     | вратарь      |
| Лосев, Вадим Юрьевич               | 6 ноября 1951   | 1971—1974,1978—1980 | СССР       | защитник     |
| Лузякин, Игорь Николаевич          | 8 декабря 1968  | 1997                | Россия     | полузащитник |
| Луконин, Олег Васильевич           | 11 июня 1964    | 1987                | СССР       | нап,пз       |
| Лущан, Сергей Иванович             | 14 июня 1973    | 1997—1999,2003      | Узбекистан | защитник     |
| Лысцов, Виталий Александрович      | 11 июля 1995    | 2019—2020           | Россия     | защитник     |

## М
| Футболист                          | Дата рождения    | Годы                | Страна   | Амплуа       |
| ---------------------------------- | ---------------- | ------------------- | -------- | ------------ |
| Мбакогу, Джерри                    | 1 октября 1992   | 2016                | Нигерия  | нападающий   |
| М’Боли, Раис                       | 25 апреля 1986   | 2011                | Алжир    | вратарь      |
| Мазалов, Вячеслав Николаевич       | 3 декабря 1955   | 1977—1979           | СССР     | защитник     |
| Мазепов, Анатолий Иванович         | 16 ноября 1929   | 1956—1960           | СССР     | защитник     |
| Мазур, Василий Николаевич          | 23 мая 1970      | 1996—1998           | Украина  | защитник     |
| Майоров, Евгений Федорович         | 8 июня 1941      | 1962—1969           | СССР     | защитник     |
| Майсаков, Владимир Андреевич       | 12 марта 1921    | 1945—1947           | СССР     | нападающий   |
| Макаров, Александр Викторович      | 23 августа 1978  | 2004—2007           | Россия   | вратарь      |
| Макаров, Геннадий Михайлович       | 30 октября 1932  | 1955—1956           | СССР     | защитник     |
| Макеев, Сергей Иванович            | 24 июля 1966     | 1991—1994,1996—1998 | Россия   | полузащитник |
| Максимов, Игорь Семёнович          | 23 марта 1938    | 1957—1960,1966      | СССР     | защитник     |
| Максимов, Илья Владимирович        | 2 февраля 1987   | 2013                | Россия   | полузащитник |
| Макриев, Димитр                    | 7 января 1984    | 2011                | Болгария | нападающий   |
| Мамедов, Рамиз Михманович          | 21 августа 1972  | 1999                | Россия   | защитник     |
| Манаков, Сергей Васильевич         | 29 декабря 1961  | 1984—1986           | СССР     | защитник     |
| Маньшин, Александр Петрович        | 21 августа 1941  | 1966—1967           | СССР     | нападающий   |
| Маргасов, Тимофей Вячеславович     | 12 июня 1992     | 2016                | Россия   | защитник     |
| Мартешкин, Александр Александрович | 29 июня 1970     | 1994—1996           | Беларусь | вратарь      |
| Мартынов, Валерий Юрьевич          | 23 декабря 1954  | 1979,1985           | СССР     | защитник     |
| Мартынов, Николай Алексеевич       | 20 апреля 1945   | 1966—1974           | СССР     | защитник     |
| Марушко, Сергей Васильевич         | 24 мая 1966      | 1986—1994           | Россия   | полузащитник |
| Маслов, Владимир Петрович          | 28 февраля 1955  | 1983—1988           | СССР     | защитник     |
| Маслюк, Сергей Васильевич          | 7 сентября 1964  | 1981—1983           | СССР     | полузащитник |
| Матайс, Александр Фридрихович      | 30 ноября 1955   | 1982                | СССР     | нападающий   |
| Матвеев, Геннадий Васильевич       | 6 января 1949    | 1977                | СССР     | защитник     |
| Матвиенко, Владислав Иванович      | 27 сентября 1967 | 1995                | Россия   | полузащитник |
| Матюха, Андрей Владимирович        | 13 марта 1965    | 1986                | СССР     | полузащитник |
| Махлюф, Анас                       | 12 июня 1973     | 1996—1998           | Сирия    | нападающий   |
| Махмудов, Эмин Джабраил оглы       | 27 апреля 1992   | 2013—2015           | Россия   | полузащитник |
| Мбакогу, Джерри                    | 1 октября 1992   | 2016                | Россия   | нападающий   |
| Меда, Игорь Владимирович           | 29 апреля 1967   | 1993—1995           | Россия   | защитник     |
| Медведев, Алексей Сергеевич        | 5 января 1977    | 2006—2007           | Россия   | нападающий   |
| Мельников, Валерий Анатольевич     | 21 октября 1959  | 1990—1991           | СССР     | полузащитник |
| Мережко, Иван Иванович             | 13 декабря 1947  | 1969                | СССР     | защитник     |
| Мешков, Виктор Ильич               | 14 августа 1946  | 1969                | СССР     | полузащитник |
| Мигалев, Владимир Викторович       | 30 апреля 1936   | 1955—1959           | СССР     | вратарь      |
| Микаелян, Карапет Самвелович       | 27 сентября 1969 | 1999—2000           | Армения  | нападающий   |
| Минаев, Александр Алексеевич       | 20 августа 1958  | 1979                | СССР     | нападающий   |
| Миначев, Наиль Кабирович           | 4 апреля 1964    | 1985—1988           | СССР     | полузащитник |
| Минашвили, Мамука Теймурович       | 3 апреля 1971    | 1994—1998           | Грузия   | нападающий   |
| Минеев, Михаил Петрович            | 1 января 1950    | 1969                | СССР     | полузащитник |
| Минчев, Теньо                      | 3 марта 1954     | 1989                | Болгария | полузащитник |
| Миридонов, Владимир Викторович     | 5 января 1970    | 1988,1991—1994      | Россия   | пз и нап     |
| Митин, Сергей Анатольевич          | 3 июня 1980      | 1999—2000           | Россия   | полузащитник |
| Митин, Сергей Андреевич            | 14 января 1927   | 1950—1951           | СССР     | полузащитник |
| Михайлов, Владимир                 | 9 января 1971    | 1989                | СССР     | полузащитник |
| Михайлов, Олег Николаевич          | 14 июля 1930     | 1955                | СССР     | вратарь      |
| Михалёв, Андрей Борисович          | 9 января 1966    | 1984                | СССР     | полузащитник |
| Михеев, Николай Александрович      | 18 апреля 1911   | 1942—1943           | СССР     | нападающий   |
| Михневич, Сергей Викторович        | 30 августа 1961  | 1980,1989—1990      | СССР     | защитник     |
| Мияилович, Срджан                  | 10 ноября 1993   | 2017—2020           | Сербия   | полузащитник |
| Мкртчян, Артур Азатович            | 9 августа 1973   | 1999                | Армения  | защитник     |
| Моисеев, Валентин Трофимович       | 2 января 1930    | 1958—1959           | СССР     | нападающий   |
| Мойзес                             | 25 июля 1979     | 2004                | Бразилия | защитник     |
| Молло, Йоан                        | 18 июля 1989     | 2015—2016,2018      | Франция  | полузащитник |
| Молош, Дмитрий Васильевич          | 10 декабря 1981  | 2011—2012           | Беларусь | защитник     |
| Молчанов, Дмитрий Сергеевич        | 1 октября 2000   | 2019—2022           | Россия   | нападающий   |
| Морохин, Владимир Валентинович     | 20 октября 1955  | 1977                | СССР     | защитник     |
| Муджири, Давид Давидович           | 2 января 1978    | 2006—2007           | Грузия   | полузащитник |
| Мулюкин, Сергей Владимирович       | 24 апреля 1971   | 1989                | СССР     | защитник     |
| Мурзин, Виктор Михайлович          | 29 сентября 1919 | 1945—1953           | СССР     | защитник     |
| Муха, Ян                           | 5 декабря 1982   | 2013—2014           | Словакия | вратарь      |

## Н
| Футболист                        | Дата рождения    | Годы                | Страна   | Амплуа       |
| -------------------------------- | ---------------- | ------------------- | -------- | ------------ |
| Нагибов, Владимир Николаевич     | 9 марта 1958     | 1982                | СССР     | защитник     |
| Надсон, Жозе Феррейра            | 18 октября 1984  | 2013—2018           | Бразилия | защитник     |
| Назаров, Евгений Алексеевич      | 19 сентября 1949 | 1974—1975           | СССР     | защитник     |
| Наумов, Николай Николаевич       | 16 мая 1966      | 1984                | СССР     | вратарь      |
| Недоростков, Вячеслав Валерьевич | 5 августа 1967   | 1989                | СССР     | полузащитник |
| Немов, Пётр Александрович        | 18 октября 1983  | 2003—2006,2012—2014 | Россия   | полузащитник |
| Немчанинов, Дмитрий Андреевич    | 27 января 1990   | 2017—2019           | Украина  | защитник     |
| Ненашкин, Александр Владимирович | 11 июня 1969     | 1992                | Россия   | защитник     |
| Николаев, Андрей Сергеевич       | 6 августа 1976   | 1998                | Россия   | полузащитник |
| Никоноров, Сергей Александрович  | 22 мая 1958      | 1980,1984—1986      | СССР     | полузащитник |
| Никулин, Александр Павлович      | 14 февраля 1979  | 1998—1999           | Россия   | полузащитник |
| Никульцев, Геннадий Владимирович | 12 декабря 1935  | 1959                | СССР     | нападающий   |
| Новиков, Виктор Иванович         | 1 февраля 1912   | 1945—1946           | СССР     | защитник     |
| Новиков, Фёдор Сергеевич         | 2 марта 1927     | 1948—1959           | СССР     | нападающий   |
| Новицкий, Павел Анатольевич      | 6 апреля 1989    | 2011                | Россия   | защитник     |
| Нсофва, Часве                    | 22 октября 1980  | 2003                | Замбия   | нападающий   |

## О
| Футболист                       | Дата рождения   | Годы      | Страна           | Амплуа       |
| ------------------------------- | --------------- | --------- | ---------------- | ------------ |
| О Бом Сок                       | 29 июля 1984    | 2008—2009 | Республика Корея | защитник     |
| Обивалин, Сергей Сергеевич      | 20 марта 1995   | 2014—2015 | Россия           | защитник     |
| Овие, Патрик                    | 2 июня 1978     | 2002—2005 | Нигерия          | защитник     |
| Овсянников, Богдан Игоревич     | 5 января 1999   | 2017—     | Россия           | вратарь      |
| Онугха, Герман Олегович         | 6 июля 1996     | 2021      | Россия           | нападающий   |
| Орешников, Александр Николаевич | 25 мая 1973     | 1995—1998 | Беларусь         | полузащитник |
| Орлов, Александр Сергеевич      | 24 декабря 1922 | 1946      | СССР             | нападающий   |
| Орлов, Николай Алексеевич       | 21 ноября 1953  | 1980      | СССР             | пол. и нап.  |
| Осипов, Алексей Рудольфович     | 2 ноября 1975   | 2000—2001 | Украина          | полузащитник |
| Осипов, Дмитрий Вячеславович    | 14 февраля 1996 | 2017      | Россия           | защитник     |
| Осянин, Николай Викторович      | 12 декабря 1941 | 1961—1965 | СССР             | нападающий   |

## П
| Футболист                          | Дата рождения   | Годы      | Страна     | Амплуа       |
| ---------------------------------- | --------------- | --------- | ---------- | ------------ |
| Павленко, Александр Евгеньевич     | 20 января 1985  | 2013—2014 | Россия     | полузащитник |
| Павлов, Николай Петрович           | 20 июня 1954    | 1976—1978 | СССР       | пз и защ     |
| Павлюк, Валерий Михайлович         | 16 января 1955  | 1974      | СССР       | нападающий   |
| Палачёв, Игорь Витальевич          | 9 октября 1973  | 1991      | СССР       | нападающий   |
| Палиенко, Максим Владимирович      | 18 октября 1994 | 2013—2015 | Россия     | полузащитник |
| Панфилов, Валерьян Владимирович    | 3 октября 1950  | 1969—1982 | СССР       | полузащитник |
| Папкович, Георгий Валентинович     | 31 января 1947  | 1975      | СССР       | полузащитник |
| Пасечник, Сергей Владимирович      | 21 мая 1965     | 1983      | СССР       | защитник     |
| Паскуато, Кристиан                 | 20 июля 1989    | 2016      | Италия     | полузащитник |
| Песегов, Евгений Валентинович      | 21 февраля 1989 | 2009      | Россия     | полузащитник |
| Петров, Владимир Александрович     | 1 января 1947   | 1966—1969 | СССР       | нап и пз     |
| Петров, Геннадий Михайлович        | 15 января 1949  | 1971      | СССР       | нападающий   |
| Петров, Иван Павлович              | 18 мая 1923     | 1945—1951 | СССР       | полузащитник |
| Петров, Сергей Андреевич           | 2 января 1991   | 2011—2012 | Россия     | полузащитник |
| Петрович, Бранимир                 | 26 июня 1982    | 2010      | Сербия     | полузащитник |
| Петросянц, Тигран Рудольфович      | 23 декабря 1973 | 1999—2000 | Армения    | защитник     |
| Петухов, Виктор Николаевич         | 9 декабря 1923  | 1947—1950 | СССР       | защитник     |
| Печник, Нейц                       | 3 января 1986   | 2011      | Словения   | полузащитник |
| Пилипко, Юрий Михайлович           | 22 января 1952  | 1978—1979 | СССР       | нападающий   |
| Пиняев, Сергей Максимович          | 2 ноября 2004   | 2021—2022 | Россия     | нападающий   |
| Платонов, Геннадий Александрович   | 22 октября 1945 | 1970—1977 | СССР       | полузащитник |
| Поздняков, Николай Иванович        | 23 ноября 1927  | 1949—1957 | СССР       | полузащитник |
| Политевич, Сергей Эдуардович       | 9 апреля 1990   | 2008—2009 | Беларусь   | защитник     |
| Половов, Роман Александрович       | 9 февраля 1990  | 2009—2010 | Россия     | полузащитник |
| Полуяхтов, Владимир Александрович  | 11 июля 1989    | 2018—2021 | Россия     | защитник     |
| Поляков, Алексей Николаевич        | 28 февраля 1974 | 2001—2004 | Узбекистан | вратарь      |
| Поляков, Вячеслав Алексеевич       | 12 октября 1969 | 1988      | СССР       | защитник     |
| Померко, Алексей Сергеевич         | 3 мая 1990      | 2014—2016 | Россия     | полузащитник |
| Пономаренко, Сергей Юрьевич        | 12 января 1987  | 2011      | Россия     | защитник     |
| Попов, Алексей Аркадьевич          | 8 июля 1990     | 2008—2010 | Россия     | нападающий   |
| Попов, Вячеслав Николаевич         | 17 февраля 1962 | 1980—1988 | СССР       | защитник     |
| Попович, Денис                     | 15 октября 1989 | 2020      | Словения   | полузащитник |
| Попхадзе, Зураб Тамазович          | 2 июня 1972     | 1997—2000 | Грузия     | защитник     |
| Портнягин, Игорь Игоревич          | 7 января 1989   | 2013      | Россия     | нападающий   |
| Пошкус, Робертас                   | 5 мая 1979      | 2002—2005 | Литва      | нападающий   |
| Пресняков, Владислав Александрович | 17 декабря 1969 | 1986—1987 | СССР       | нападающий   |
| Приёмов, Владимир Владимирович     | 2 января 1986   | 2011—2012 | Украина    | пз, нап      |
| Приймак, Степан Ильич              | 10 января 1911  | 1945      | СССР       | полузащитник |
| Проворнов, Василий Севастьянович   | 28 июля 1915    | 1947—1948 | СССР       | нападающий   |
| Пронин, Владимир Евгеньевич        | 18 февраля 1945 | 1969      | СССР       | вратарь      |
| Прудников, Юрий Анатольевич        | 28 апреля 1946  | 1971      | СССР       | защитник     |
| Пруцев, Данил Игоревич             | 25 марта 2000   | 2020—2021 | Россия     | полузащитник |
| Пукало, Иван Петрович              | 8 октября 1917  | 1945—1947 | СССР       | нападающий   |

## Р
| Футболист                      | Дата рождения    | Годы      | Страна     | Амплуа       |
| ------------------------------ | ---------------- | --------- | ---------- | ------------ |
| Рабиу, Мохаммед                | 31 декабря 1989  | 2019      | Гана       | полузащитник |
| Радимов, Владислав Николаевич  | 26 ноября 1975   | 2001—2002 | Россия     | полузащитник |
| Радонич, Деян                  | 23 июля 1990     | 2019—2020 | Хорватия   | нападающий   |
| Развеев, Виктор Борисович      | 27 февраля 1954  | 1983—1985 | СССР       | нападающий   |
| Разделкин, Роман Валерьевич    | 7 апреля 1989    | 2009      | Россия     | полузащитник |
| Райт, Берни                    | 8 июня 1979      | 2003      | Коста-Рика | защитник     |
| Рамон                          | 24 мая 1988      | 2009      | Бразилия   | полузащитник |
| Ратников, Константин Иванович  | 6 июля 1913      | 1945—1946 | СССР       | нападающий   |
| Рахмангулов, Эдуард Аносович   | 6 июня 1966      | 1985      | СССР       | нападающий   |
| Рашович, Вук                   | 3 января 1973    | 2002—2003 | Югославия  | защитник     |
| Ревазишвили, Георгий Зурабович | 31 марта 1977    | 1998      | Грузия     | полузащитник |
| Ревебцов, Юрий Александрович   | 18 апреля 1942   | 1959—1964 | СССР       | защитник     |
| Ревтов, Валерий Викторович     | 17 января 1955   | 1974,1978 | СССР       | защитник     |
| Редин, Владимир Иванович       | 16 августа 1952  | 1979      | СССР       | полузащитник |
| Редкин, Вадим Иосифович        | 16 апреля 1933   | 1952—1961 | СССР       | нападающий   |
| Резанцев, Андрей Борисович     | 15 октября 1965  | 1994—1998 | Россия     | защитник     |
| Ремезов, Геннадий Викторович   | 19 марта 1965    | 1993—1995 | Россия     | нападающий   |
| Репин, Борис Фёдорович         | 1 января 1937    | 1956—1957 | СССР       | нападающий   |
| Ржевцев, Андрей Николаевич     | 30 октября 1910  | 1946—1950 | СССР       | полузащитник |
| Рингис, Робертас               | 2 сентября 1979  | 2002      | Литва      | полузащитник |
| Родин, Михаил Никитович        | 20 сентября 1925 | 1951—1953 | СССР       | защитник     |
| Родич, Милан                   | 2 апреля 1991    | 2015—2017 | Сербия     | защитник     |
| Рожков, Василий Акимович       | 5 февраля 1922   | 1945      | СССР       | полузащитник |
| Рожков, Иван Акимович          | 23 января 1920   | 1945,1947 | СССР       | защитник     |
| Розгон, Виталий Викторович     | 23 марта 1980    | 1999—2000 | Украина    | защитник     |
| Рома, Владимир Александрович   | 30 марта 1962    | 1988      | СССР       | защитник     |
| Рони                           | 28 апреля 1977   | 2004      | Бразилия   | нападающий   |
| Росовский, Алексей Андреевич   | 6 апреля 1923    | 1942—1943 | СССР       | вратарь      |
| Ротенко, Александр Петрович    | 2 ноября 1956    | 1978—1984 | СССР       | нападающий   |
| Рохель, Агустин                | 17 октября 1997  | 2018—2019 | Уругвай    | защитник     |
| Румянцев, Сергей Георгиевич    | 28 августа 1916  | 1945—1946 | СССР       | нападающий   |
| Рыжиков, Сергей Викторович     | 19 сентября 1980 | 2018—2020 | Россия     | вратарь      |
| Рылов, Артур Игоревич          | 12 апреля 1989   | 2010      | Россия     | полузащитник |

## С
| Футболист                         | Дата рождения    | Годы                | Страна             | Амплуа       |
| --------------------------------- | ---------------- | ------------------- | ------------------ | ------------ |
| Савельев, Владимир Борисович      | 22 июня 1940     | 1965—1966           | СССР               | полузащитник |
| Савин, Евгений Леонидович         | 19 апреля 1984   | 2008—2011           | Россия             | нападающий   |
| Садик, Берат                      | 14 сентября 1986 | 2015—2016           | Северная Македония | нападающий   |
| Садовников, Вячеслав Васильевич   | 29 апреля 1940   | 1959—1965           | СССР               | полузащитник |
| Сак, Юрий Николаевич              | 3 января 1967    | 1999                | Украина            | защитник     |
| Салманов, Сергей Геннадьевич      | 23 января 1964   | 1982—1983           | СССР               | защитник     |
| Салугин, Александр Сергеевич      | 23 октября 1988  | 2008—2010           | Россия             | нападающий   |
| Сальков, Владимир Максимович      | 1 апреля 1937    | 1959                | СССР               | защитник     |
| Самарджич, Мирал                  | 17 февраля 1987  | 2018—2019           | Словения           | защитник     |
| Самарони, Леандро                 | 26 июня 1971     | 2000—2002           | Бразилия           | защитник     |
| Самедов, Александр Сергеевич      | 19 июля 1984     | 2019                | Россия             | полузащитник |
| Самодин, Сергей Александрович     | 14 февраля 1985  | 2017—2018           | Россия             | нападающий   |
| Самсонов, Олег Иванович           | 7 сентября 1987  | 2010—2011           | Россия             | полузащитник |
| Сарвели, Владислав Константинович | 1 октября 1997   | 2020—2022           | Россия             | нападающий   |
| Сарычев, Геннадий Андреевич       | 14 декабря 1932  | 1960—1966           | СССР               | защитник     |
| Сафронов, Виталий Анатольевич     | 6 июня 1973      | 1994,1996—1999      | Россия             | полузащитник |
| Сахаров, Владимир Николаевич      | 5 февраля 1948   | 1967                | СССР               | полузащитник |
| Сахаров, Геннадий Николаевич      | 6 января 1943    | 1962—1972           | СССР               | защитник     |
| Свежов, Виктор Владимирович       | 17 мая 1991      | 2012                | Россия             | полузащитник |
| Себальос, Пабло                   | 4 марта 1986     | 2012                | Парагвай           | нападающий   |
| Сёмин, Александр Иванович         | 28 февраля 1949  | 1976—1977           | СССР               | защитник     |
| Сёмин, Олег Анатольевич           | 15 ноября 1974   | 1999                | Россия             | полузащитник |
| Сёмин, Юрий Викторович            | 7 февраля 1968   | 1990—1993           | Россия             | полузащитник |
| Семшов, Игорь Петрович            | 6 апреля 1978    | 2013                | Россия             | полузащитник |
| Сергеев, Иван Владимирович        | 11 мая 1995      | 2020—2021           | Россия             | нападающий   |
| Сердеров, Сердер Мукаилович       | 10 марта 1994    | 2015                | Россия             | нападающий   |
| Сибгатуллин, Раиф Гиниятулович    | 4 июня 1957      | 1978—1979,1982      | СССР               | защитник     |
| Сидоров, Вячеслав Степанович      | 17 февраля 1954  | 1983                | СССР               | нападающий   |
| Сидоров, Роман Олегович           | 28 марта 1955    | 1979                | СССР               | нападающий   |
| Симайс, Йерун                     | 12 мая 1985      | 2014—2016           | Бельгия            | защитник     |
| Синяков, Дмитрий Егорович         | 6 октября 1921   | 1942—1952           | СССР               | нападающий   |
| Сипатов, Сергей Владимирович      | 8 февраля 1993   | 2014                | Россия             | нападающий   |
| Сквернюк, Алексей Вячеславович    | 13 октября 1985  | 2005—2008           | Беларусь           | полузащитник |
| Скорохов, Александр Степанович    | 19 декабря 1924  | 1946—1955           | СССР               | защитник     |
| Слободько, Василий Александрович  | 18 июня 1973     | 1995—1999           | Россия             | вратарь      |
| Смирнов, Геннадий Михайлович      | 16 января 1955   | 1977                | СССР               | нападающий   |
| Смирнов, Данила Олегович          | 7 июня 2001      | 2017—2022           | Россия             | полузащитник |
| Смирнов, Юрий Михайлович          | 20 декабря 1947  | 1976                | СССР               | нападающий   |
| Смолев, Николай Михайлович        | 2 февраля 1930   | 1958                | СССР               | нападающий   |
| Смыслов, Борис Васильевич         | 25 декабря 1917  | 1949—1952           | СССР               | нападающий   |
| Снисаренко, Владимир Михайлович   | 17 октября 1949  | 1969                | СССР               | полузащитник |
| Соболев, Александр Сергеевич      | 7 марта 1997     | 2018—2020           | Россия             | нападающий   |
| Соколов, Александр Сергеевич      | 14 марта 1939    | 1960—1966           | СССР               | вратарь      |
| Соколов, Артём Евгеньевич         | 1 апреля 2003    | 2022—               | Россия             | полузащитник |
| Соколов, Владимир Иванович        | 26 февраля 1933  | 1952—1957           | СССР               | полузащитник |
| Солдатенков, Александр Евгеньевич | 28 декабря 1996  | 2020—               | Россия             | защитник     |
| Соловьёв, Владимир Васильевич     | 10 марта 1937    | 1956,1961—1963      | СССР               | нап, пз      |
| Соломатин, Андрей Юрьевич         | 9 сентября 1975  | 2005                | Россия             | защитник     |
| Соломатин, Павел Петрович         | 28 июля 1922     | 1945—1947           | СССР               | полузащитник |
| Сонин, Евгений Юрьевич            | 16 июня 1974     | 1994                | Украина            | полузащитник |
| Сорокин, Сергей Викторович        | 26 декабря 1962  | 1980—1981,1984      | СССР               | полузащитник |
| Соснин, Антон Васильевич          | 27 января 1990   | 2010—2011           | Россия             | полузащитник |
| Соуза, Жозе Иваналдо де           | 6 июня 1975      | 2003—2005           | Бразилия           | полузащитник |
| Сочнов, Владимир Борисович        | 25 ноября 1955   | 1987                | СССР               | нападающий   |
| Спиркин, Борис Матвеевич          | 15 января 1939   | 1961—1962           | СССР               | защитник     |
| Ставпец, Александр Александрович  | 4 июля 1989      | 2010                | Россия             | нападающий   |
| Старков, Юрий Владимирович        | 15 января 1948   | 1966—1969,1973      | СССР               | нападающий   |
| Старухин, Борис Петрович          | 14 мая 1950      | 1969—1970,1973—1976 | СССР               | защитник     |
| Степанец, Валентин Григорьевич    | 12 сентября 1946 | 1972—1973           | СССР               | защитник     |
| Стрелков, Игорь Сергеевич         | 21 марта 1982    | 2010                | Россия             | нападающий   |
| Стрикалов, Геннадий Владимирович  | 17 октября 1969  | 2000                | Россия             | вратарь      |
| Судаков, Станислав Николаевич     | 3 апреля 1934    | 1958—1959           | СССР               | защитник     |
| Сурков, Валерий Валентинович      | 21 февраля 1964  | 1984                | СССР               | защитник     |
| Суровцев, Валентин Петрович       | 16 мая 1924      | 1946—1948           | СССР               | нападающий   |
| Сухаревский, Виталий Григорьевич  | 22 марта 1944    | 1971                | СССР               | вратарь      |
| Сухоставский, Владимир Андреевич  | 29 сентября 1925 | 1950                | СССР               | вратарь      |

## Т

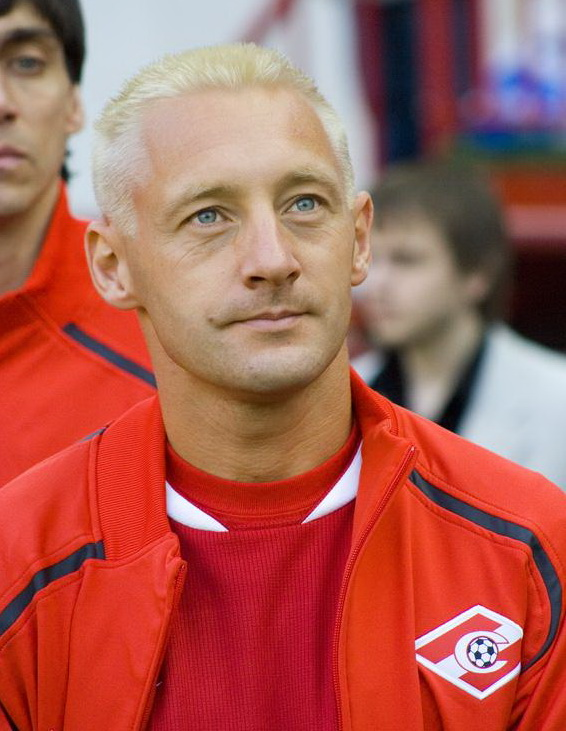
Символ московского «Спартака» Андрей Тихонов помог «Крыльям» завоевать в 2004 году бронзовую медаль

| Футболист                      | Дата рождения    | Годы                | Страна               | Амплуа       |
| ------------------------------ | ---------------- | ------------------- | -------------------- | ------------ |
| Таловеров, Вадим Николаевич    | 2 декабря 1971   | 1989                | СССР                 | защитник     |
| Таран, Владимир Маркович       | 6 мая 1949       | 1975                | СССР                 | вратарь      |
| Таранов, Иван Николаевич       | 22 июня 1986     | 2008—2018           | Россия               | защитник     |
| Тебелев, Вячеслав Васильевич   | 18 сентября 1945 | 1964—1968           | СССР                 | защитник     |
| Телес, Бруно Мартинс           | 1 мая 1986       | 2012—2015           | Бразилия             | защитник     |
| Темиле, Омониго                | 30 октября 1984  | 2004—2006           | Нигерия              | полузащитник |
| Терехов, Антон Андреевич       | 30 января 1998   | 2019—2020           | Россия               | полузащитник |
| Тетерин, Дмитрий Андреевич     | 31 августа 1979  | 1999—2000           | Россия               | нападающий   |
| Тетрадзе, Омари Михайлович     | 13 октября 1969  | 2004—2005           | Россия               | защитник     |
| Тигиев, Георгий Львович        | 26 мая 1995      | 2018                | Россия               | защитник     |
| Тимофеев, Анатолий Борисович   | 17 апреля 1946   | 1969                | СССР                 | защитник     |
| Тимофеев, Артём Андреевич      | 12 января 1994   | 2019—2020           | Россия               | полузащитник |
| Тимофеев, Юрий Николаевич      | 31 октября 1957  | 1987                | СССР                 | полузащитник |
| Тимошенко, Иван Иванович       | 12 октября 1941  | 1968                | СССР                 | полузащитник |
| Тихонов, Андрей Валерьевич     | 16 октября 1970  | 2001—2004,2008      | Россия               | полузащитник |
| Тихонов, Михаил Андреевич      | 17 июля 1998     | 2017—2019           | Россия               | защитник     |
| Ткачёв, Дмитрий Анатольевич    | 25 марта 1966    | 1984—1985           | СССР                 | нападающий   |
| Ткачёв, Сергей Анатольевич     | 19 мая 1989      | 2009—2010,2016      | Россия               | полузащитник |
| Ткачук, Денис Геннадьевич      | 2 июля 1989      | 2014—2015,2017—2019 | Россия               | полузащитник |
| Топич, Марко                   | 1 января 1976    | 2005—2007           | Босния и Герцеговина | нападающий   |
| Торин, Александр Владимирович  | 7 апреля 1985    | 2003                | Россия               | нападающий   |
| Трифонов, Олег Вячеславович    | 9 июня 1981      | 2007                | Россия               | полузащитник |
| Тумайкин, Валерий Владимирович | 6 января 1968    | 1986,1989—1994      | Россия               | защитник     |
| Тюрин, Владислав Вадимович     | 18 апреля 2000   | 2020—               | Россия               | полузащитник |

## У
| Футболист                   | Дата рождения   | Годы | Страна  | Амплуа       |
| --------------------------- | --------------- | ---- | ------- | ------------ |
| Уваров, Андрей Владимирович | 14 апреля 1971  | 1994 | Россия  | защитник     |
| Угрин, Зенон Романович      | 28 августа 1960 | 1981 | СССР    | нападающий   |
| Уди, Дюк                    | 5 мая 1976      | 2002 | Нигерия | полузащитник |
| Усатов, Анатолий Павлович   | 30 мая 1958     | 1979 | СССР    | полузащитник |
| Устинов, Юрий Степанович    | 14 марта 1958   | 1986 | СССР    | полузащитник |

## Ф
| Футболист                                   | Дата рождения    | Годы                | Страна   | Амплуа       |
| ------------------------------------------- | ---------------- | ------------------- | -------- | ------------ |
| Фахрутдинов, Рустям Гусманович              | 5 сентября 1963  | 1991—1995           | Россия   | нападающий   |
| Фахурдинов, Фатых Адиулович                 | 3 января 1935    | 1962                | СССР     | защитник     |
| Фёдоров, Альфред Павлович                   | 7 июня 1935      | 1957—1967           | СССР     | полузащитник |
| Федосов, Виктор Александрович               | 26 апреля 1915   | 1942—1945           | СССР     | защитник     |
| Федотов, Алексей Николаевич                 | 2 ноября 1962    | 1980—1982           | СССР     | полузащитник |
| Федотов, Евгений Иванович                   | 12 мая 1953      | 1983—1984           | СССР     | вратарь      |
| Федотов, Станислав Александрович            | 27 марта 1973    | 1989—1990           | СССР     | нападающий   |
| Фетисов, Анатолий Иванович                  | 2 января 1949    | 1967—1969,1975—1980 | СССР     | нападающий   |
| Фигуров, Юрий Антонович                     | 15 марта 1924    | 1947                | СССР     | вратарь      |
| Филекович, Суад                             | 16 сентября 1978 | 2006—2007           | Словения | защитник     |
| Филиппов, Виктор Иванович                   | 24 апреля 1948   | 1974—1977           | СССР     | полузащитник |
| Филиппов, Владимир Николаевич               | 5 мая 1968       | 1985—1986,1989—1993 | Россия   | полузащитник |
| Фоменко, Александр Владимирович (футболист) | 30 июля 1952     | 1974,1979           | СССР     | полузащитник |
| Фомин, Вячеслав Викторович                  | 7 марта 1969     | 1989—1993           | Россия   | полузащитник |
| Фролов, Евгений Константинович              | 5 февраля 1988   | 2020—               | Россия   | вратарь      |

## Х
| Футболист                       | Дата рождения    | Годы      | Страна   | Амплуа       |
| ------------------------------- | ---------------- | --------- | -------- | ------------ |
| Хади, Сафаа                     | 14 октября 1988  | 2020—2021 | Ирак     | полузащитник |
| Халилуллов, Рафаил Равилевич    | 22 мая 1961      | 1984      | СССР     | нап, пз      |
| Харлачёв, Евгений Валерьевич    | 20 января 1974   | 1992—1993 | Россия   | полузащитник |
| Хатунцев, Виктор Ильич          | 21 января 1951   | 1975      | СССР     | защитник     |
| Хлебосолов, Андрей Николаевич   | 22 ноября 1965   | 1995      | Беларусь | нападающий   |
| Хлюпин, Олег Петрович           | 11 августа 1966  | 1984      | СССР     | нападающий   |
| Ходня, Михаил Иосифович         | 16 сентября 1915 | 1942      | СССР     | нападающий   |
| Хозин, Владимир Вячеславович    | 3 июля 1989      | 2010      | Россия   | полузащитник |
| Хорошавин, Георгий Юрьевич      | 7 октября 1971   | 1989      | СССР     | полузащитник |
| Храменков, Анатолий Семенович   | 8 декабря 1936   | 1960—1961 | СССР     | полузащитник |
| Храмов, Александр Александрович | 4 февраля 1989   | 2010      | Россия   | нападающий   |
| Хусаинов, Галимзян Салихович    | 27 июля 1937     | 1957—1960 | СССР     | нападающий   |
| Хуторной, Дмитрий Александрович | 6 февраля 1974   | 1991      | СССР     | полузащитник |

## Ц
| Футболист                       | Дата рождения    | Годы                | Страна | Амплуа       |
| ------------------------------- | ---------------- | ------------------- | ------ | ------------ |
| Цакоев, Игорь Давкуевич         | 8 декабря 1956   | 1980                | СССР   | вратарь      |
| Цаллагов, Ибрагим Юрьевич       | 12 декабря 1990  | 2010—2016           | Россия | полузащитник |
| Циклаури, Зураб Сергеевич       | 3 июня 1974      | 1993,1995—2000      | Россия | нападающий   |
| Цилюрик, Александр Владимирович | 1 марта 1965     | 1994—1996           | Россия | полузащитник |
| Цой Мин Хо                      | 3 июля 1988      | 2006—2008           | КНДР   | полузащитник |
| Цугранис, Борис Несторович      | 17 января 1931   | 1953—1854           | СССР   | полузащитник |
| Цыбин, Владимир Николаевич      | 30 сентября 1957 | 1980—1981           | СССР   | защитник     |
| Цыган, Николай Александрович    | 9 августа 1984   | 2010                | Россия | вратарь      |
| Цыганков, Александр Валерьевич  | 9 февраля 1968   | 1989—1993,1996—2000 | Россия | полузащитник |
| Цыпченко, Дмитрий Олегович      | 29 июня 1999     | 2020—               | Россия | нападающий   |

## Ч
| Футболист                         | Дата рождения    | Годы                | Страна   | Амплуа       |
| --------------------------------- | ---------------- | ------------------- | -------- | ------------ |
| Чайка, Александр Леонидович       | 27 января 1976   | 2000—2001           | Беларусь | полузащитник |
| Чашин, Юрий Петрович              | 16 октября 1940  | 1962—1963           | СССР     | защитник     |
| Чекмезов, Сергей Викторович       | 10 октября 1963  | 1994                | Россия   | вратарь      |
| Черненко, Александр Александрович | 2 июля 1987      | 2006—2007           | Россия   | защитник     |
| Черников, Александр Валентинович  | 3 сентября 1961  | 1981                | СССР     | защитник     |
| Чернов, Никита Александрович      | 14 января 1996   | 2019—2021           | Россия   | защитник     |
| Чеснакас, Сергей Петрасович       | 22 сентября 1961 | 1980—1981,1988—1989 | Россия   | нападающий   |
| Чечнев, Михаил Николаевич         | 14 августа 1952  | 1972—1973           | СССР     | нападающий   |
| Чибамба, Жоэль                    | 22 сентября 1988 | 2012                | ДР Конго | нападающий   |
| Чиклинов, Владимир Викторович     | 22 января 1962   | 1981—1982           | СССР     | полузащитник |
| Чичерин, Никита Геннадьевич       | 18 августа 1990  | 2018—2020           | Россия   | защитник     |
| Чичкин, Андрей Григорьевич        | 12 октября 1977  | 2003                | Россия   | вратарь      |
| Чочиев, Алан Славикович           | 7 сентября 1991  | 2014—2018           | Россия   | полузащитник |
| Чуваев, Виталий Александрович     | 15 апреля 1948   | 1968—1969           | СССР     | нападающий   |
| Чудинов, Анатолий Евгеньевич      | 4 сентября 1947  | 1974—1976           | СССР     | полузащитник |

## Ш
| Футболист                       | Дата рождения    | Годы            | Страна      | Амплуа       |
| ------------------------------- | ---------------- | --------------- | ----------- | ------------ |
| Шарипов, Динар Анварович        | 15 сентября 1966 | 1987—1994       | Россия      | полузащитник |
| Швецов, Александр Васильевич    | 17 декабря 1980  | 2007            | Россия      | полузащитник |
| Шевченко, Игорь Вадимович       | 2 февраля 1985   | 2002, 2006—2007 | Россия      | нападающий   |
| Шейдаев, Рамиль Теймурович      | 15 марта 1996    | 2018—2019       | Азербайджан | нападающий   |
| Шеленков, Виктор Вячеславович   | 17 октября 1952  | 1975—1977       | СССР        | полузащитник |
| Шерстнёв, Степан Алексеевич     | 3 июня 2001      | 2020            | Россия      | полузащитник |
| Шеховцев, Виктор Фёдорович      | 1 января 1940    | 1962—1963       | СССР        | полузащитник |
| Шиповский, Сергей Владимирович  | 2 января 1965    | 1985            | СССР        | вратарь      |
| Широчкин, Геннадий Иванович     | 4 апреля 1937    | 1958—1962       | СССР        | нападающий   |
| Ширяев, Иван Алексеевич         | 14 января 1924   | 1945,1947—1958  | СССР        | защитник     |
| Шишкин, Роман Александрович     | 27 января 1987   | 2009,2019       | Россия      | защитник     |
| Шишкин, Сергей Борисович        | 10 февраля 1973  | 1995—1999       | Россия      | защитник     |
| Шишкин, Юрий Николаевич         | 9 января 1963    | 1996—1998       | Россия      | вратарь      |
| Шкондин, Евгений Владимирович   | 13 февраля 1949  | 1971—1974       | СССР        | вратарь      |
| Шматоваленко, Сергей Сергеевич  | 20 января 1967   | 1999            | Украина     | защитник     |
| Шмельков, Павел Петрович        | 7 июля 1951      | 1971—1975, 1977 | СССР        | полузащитник |
| Шмитц, Рафаэл                   | 17 декабря 1980  | 2004            | Бразилия    | защитник     |
| Шмонин, Елисей Иванович         | 7 февраля 1940   | 1966            | СССР        | полузащитник |
| Шмонин, Сергей Анатольевич      | 24 ноября 1968   | 1996            | Россия      | полузащитник |
| Шоавэ, Флорин                   | 24 июля 1978     | 2005—2006       | Румыния     | защитник     |
| Шпаков, Иван Владимирович       | 8 июня 1986      | 2005,2007       | Россия      | нападающий   |
| Штыров, Юрий Васильевич         | 1 октября 1965   | 1981—1984, 1988 | СССР        | полузащитник |
| Шунейко, Владимир Александрович | 22 апреля 1974   | 2000—2002, 2004 | Беларусь    | защитник     |
| Шустиков, Сергей Сергеевич      | 5 марта 1989     | 2008—2009       | Россия      | защитник     |

## Щ
| Футболист                       | Дата рождения    | Годы                 | Страна | Амплуа       |
| ------------------------------- | ---------------- | -------------------- | ------ | ------------ |
| Щелочков, Александр Анатольевич | 15 марта 1948    | 1971                 | СССР   | полузащитник |
| Щербак, Владимир Николаевич     | 20 сентября 1959 | 1994                 | Россия | защитник     |
| Щиров, Виктор Николаевич        | 20 сентября 1954 | 1976—1977            | СССР   | полузащитник |
| Щукин, Николай Александрович    | 9 декабря 1959   | 1978—1980, 1988—1990 | СССР   | полузащитник |

## Э
| Футболист                    | Дата рождения   | Годы      | Страна   | Амплуа       |
| ---------------------------- | --------------- | --------- | -------- | ------------ |
| Эду (Морейра Эдуардо Араужо) | 19 апреля 1974  | 2000—2001 | Бразилия | нападающий   |
| Эскобар, Хуан Карлос         | 30 октября 1982 | 2007—2011 | Колумбия | полузащитник |

## Ю
| Футболист                 | Дата рождения   | Годы                  | Страна | Амплуа       |
| ------------------------- | --------------- | --------------------- | ------ | ------------ |
| Юдин, Анатолий Кузьмич    | 10 июня 1947    | 1967—1969             | СССР   | полузащитник |
| Юдин, Олег Иванович       | 20 августа 1935 | 1960                  | СССР   | вратарь      |
| Юматов, Павел Борисович   | 30 мая 1974     | 1993, 1995—1996, 1998 | Россия | полузащитник |
| Юрченко, Давид Викторович | 27 марта 1986   | 2008—2011             | Россия | вратарь      |
| Юткин, Юрий Владимирович  | 3 августа 1949  | 1970                  | СССР   | нападающий   |

## Я
| Футболист                   | Дата рождения   | Годы                     | Страна             | Амплуа       |
| --------------------------- | --------------- | ------------------------ | ------------------ | ------------ |
| Яковлев, Павел Владимирович | 7 апреля 1991   | 2010,2011—2012,2015—2016 | Россия             | нападающий   |
| Якуба, Денис Евгеньевич     | 26 мая 1996     | 2020—                    | Россия             | полузащитник |
| Япрынцев, Виктор Захарович  | 15 января 1955  | 1978                     | СССР               | защитник     |
| Ярошик, Иржи                | 27 октября 1977 | 2008—2009                | Чехия              | полузащитник |
| Ятченко, Дмитрий Иванович   | 25 августа 1986 | 2014—2018                | Россия             | защитник     |
| Яхович, Адис                | 18 марта 1987   | 2014—2016                | Северная Македония | нападающий   |